# Hildegard von Bingen

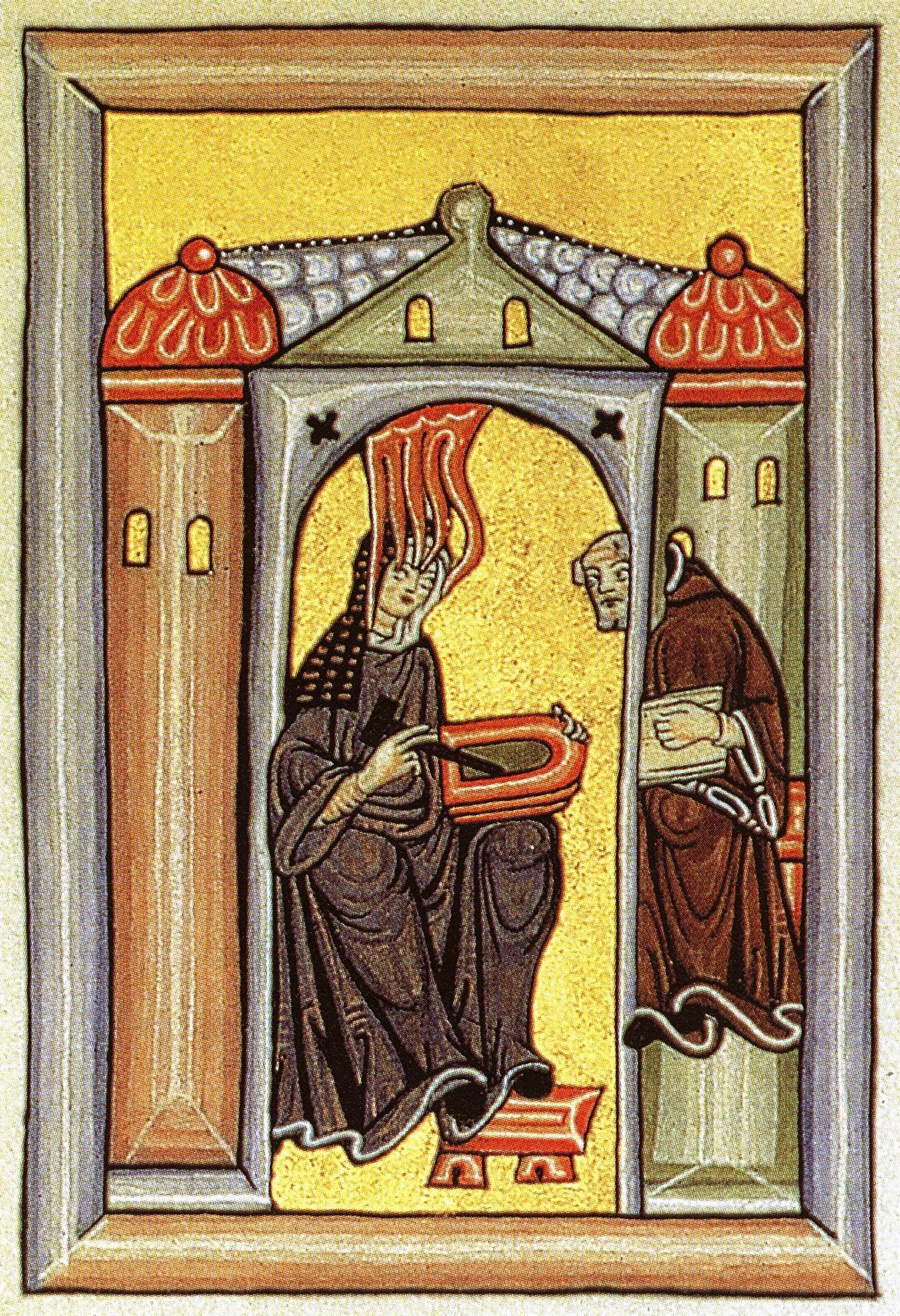
Hildegard von Bingen empfängt eine göttliche Inspiration und gibt sie an ihren Schreiber, den Mönch Vollmar, weiter, Frontispiz des Liber Scivias aus dem Rupertsberger Codex (um 1180), Tafel 1

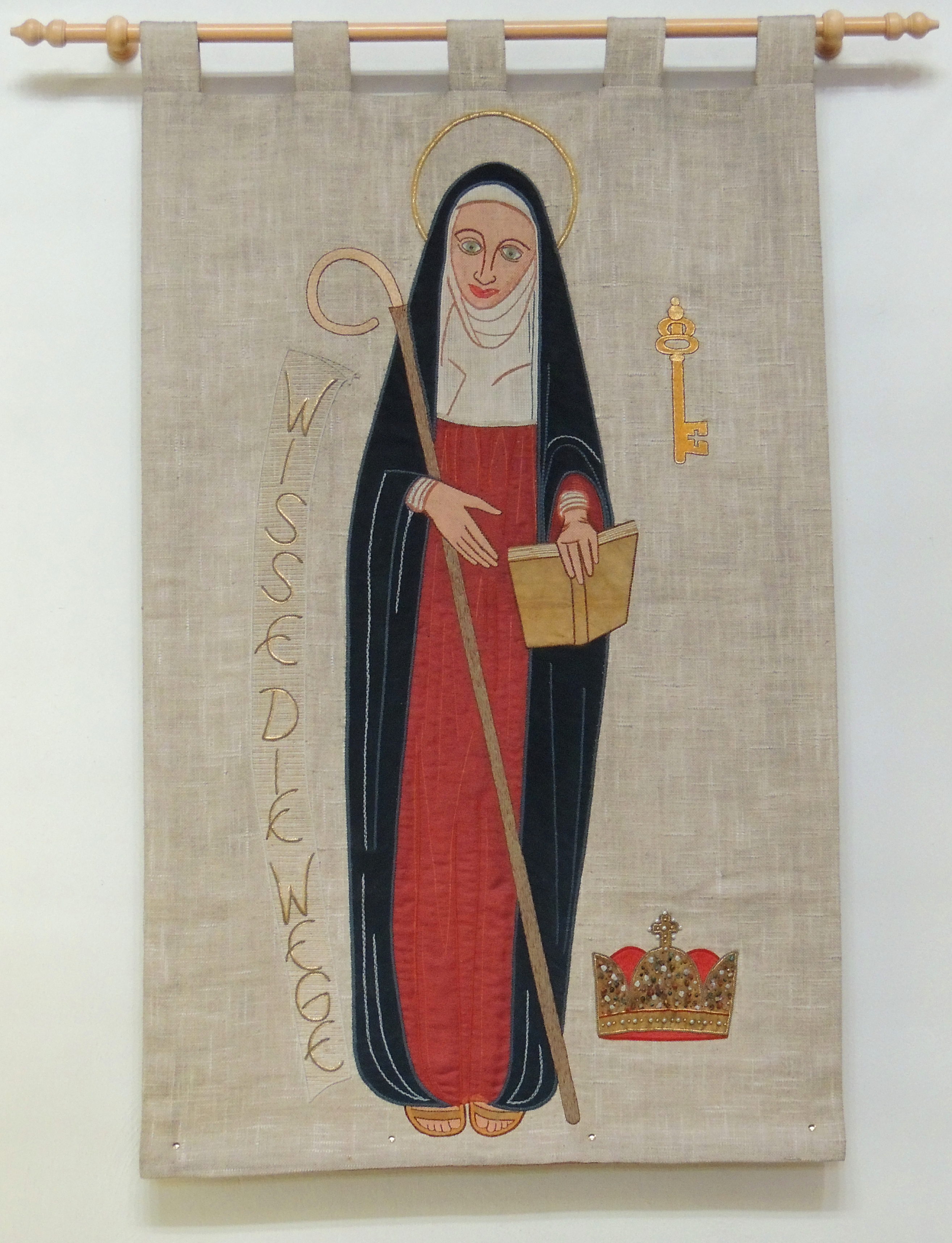
Wandbehang mit einer Darstellung der hl. Hildegard in der Heilig-Geist-Kirche in Frankfurt-Riederwald

Hildegard von Bingen (* 1098 in Bermersheim vor der Höhe (Ort der Taufkirche) oder in Niederhosenbach (damaliger Wohnsitz des Vaters Hildebrecht von Hosenbach); † 17. September 1179 im Kloster Rupertsberg bei Bingen am Rhein) war eine deutsche Benediktinerin, Äbtissin, Dichterin, Komponistin und eine bedeutende natur- und heilkundige Universalgelehrte.
Hildegard von Bingen gilt als erste Vertreterin der deutschen Mystik des Mittelalters. Ihre Werke befassen sich unter anderem mit Religion, Medizin, Musik, Ethik und Kosmologie. Sie war auch Beraterin vieler Persönlichkeiten. Von ihr ist ein umfangreicher Briefwechsel erhalten geblieben, der auch deutliche Ermahnungen gegenüber hochgestellten Zeitgenossen enthält, sowie Berichte über weite Seelsorgereisen und ihre öffentliche Predigertätigkeit.
In der römisch-katholischen Kirche wird Hildegard als Heilige verehrt. Papst Benedikt XVI. dehnte am 10. Mai 2012 ihre Verehrung auf die Weltkirche aus und erhob sie am 7. Oktober 2012 zur Kirchenlehrerin (Doctor Ecclesiae universalis). Hildegard ist neben Albertus Magnus (um 1200–1280) die einzige Deutsche, welcher dieser Titel von der römisch-katholischen Kirche verliehen wurde.
Auch in der anglikanischen, der alt-katholischen und der evangelischen Kirche wird mit Gedenktagen an sie erinnert. Ihre Reliquien befinden sich in der Pfarrkirche von Eibingen.

## Lebensgeschichte

### Herkunft
Hildegard von Bingen wurde als Tochter der Edelfreien Hildebert und Mechtild geboren. Weder der genaue Geburtstag noch der Geburtsort werden von ihr oder zeitgenössischen Biografen genannt. Das wahrscheinliche Geburtsdatum lässt sich anhand ihrer Schrift Scivias näher eingrenzen auf die Zeit zwischen dem 1. Mai 1098 und dem 17. September 1098. Ausgedehnter Besitz der Familie Hildegards aus Bermersheim vor der Höhe (bei Alzey), der in ihre spätere Klostergründung einging und der in einem Dokument ein Hiltebertus von Vermersheim und seinem Sohn Drutwin (als Name von Hildegards Bruder bekannt) erwähnt werden, legten lange Zeit eine Geburt oder zumindest Kindheit auf dem Gut Bermersheim nahe. Nach neueren wissenschaftlichen Forschungsergebnissen aus dem Ende des letzten Jahrtausends stammt Hildegard von dem in einer Urkunde von 1112 genannten Hildebert (Hildebrecht) von Hosenbach ab. Hildebert wird im Jahr des Eintritts der Hildegard als Inkluse am Kloster Disibodenberg in einer Urkunde benannt, die den Disibodenberg betrifft. Nach Heinzelmann ist Bermersheim als Geburtsort unwahrscheinlich, da sich zum Zeitpunkt der Geburt von Hildegard dort kein Adelssitz mehr befand.
Nach dem aktuellen Stand der wissenschaftlichen Forschung stammte Hildegard von Bingen mit hoher Wahrscheinlichkeit aus der Familie der Edelfreien von Hosenbach. Sie wurde 1098 als 10. Kind dieser Adelsfamilie geboren. Ihr Vater war demnach Hildebert (Hildebrecht) von Hosenbach, dem heutigen Niederhosenbach bei Idar-Oberstein und ihre Mutter Mechthild von Merxheim. Es ist demnach davon auszugehen, dass Hildegard am Stammsitz ihrer Familie im heutigen Niederhosenbach geboren wurde und dort die ersten acht Jahre ihres Lebens verbrachte.
Als zehntes Kind der Eltern sollte sie ihr Leben der Kirche widmen (ein Zehnter an Gott).

„[…] und meine Eltern weihten mich Gott unter Seufzern, und in meinem dritten Lebensjahr sah ich ein so großes Licht, daß meine Seele erzitterte […]“

### Kindheit
Hildegard wuchs auf dem väterlichen Herrenhof auf und wurde in ihrem achten Lebensjahr, wie damals üblich, von ihren Eltern als Oblatin dargebracht und mit der acht Jahre älteren Jutta von Sponheim in religiöse Erziehung gegeben. Jutta hatte bereits zwei Jahre zuvor im Alter von 14 Jahren von dem Mainzer Erzbischof Ruthard die Jungfrauenweihe empfangen. Für drei Jahre übernahm diese Erziehung die geweihte Witwe Uda von Göllheim.

„In meinem achten Jahr aber wurde ich zu geistlichem Leben Gott dargebracht (oblata) und bis zu meinem fünfzehnten Jahr war ich jemand, der vieles sah und mehr noch einfältig aussprach, so daß auch die, welche diese Dinge hörten, verwundert fragten, woher sie kämen und von wem sie stammten.“

### In der Klause auf dem Disibodenberg

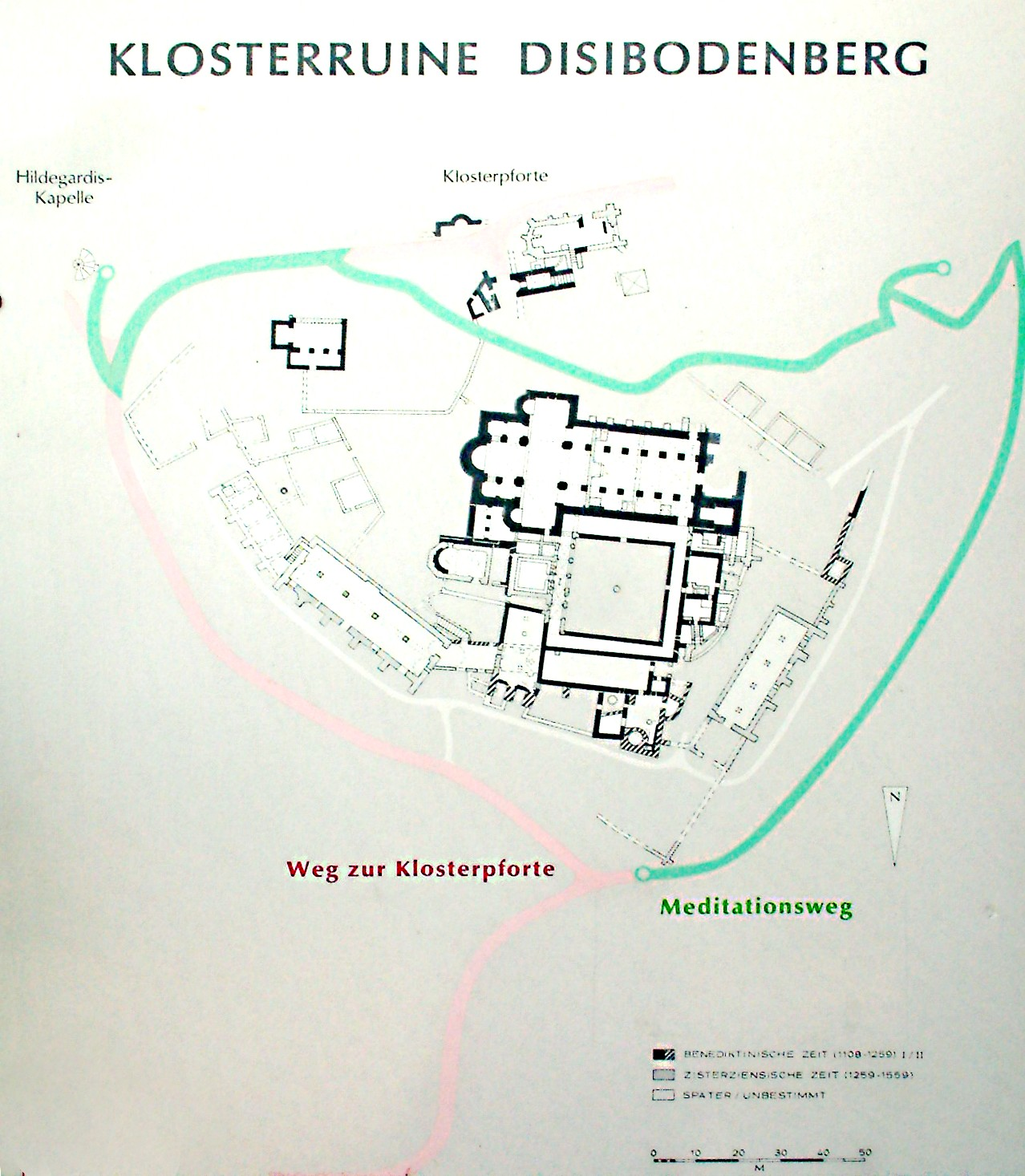
Lageplan des Klostergeländes
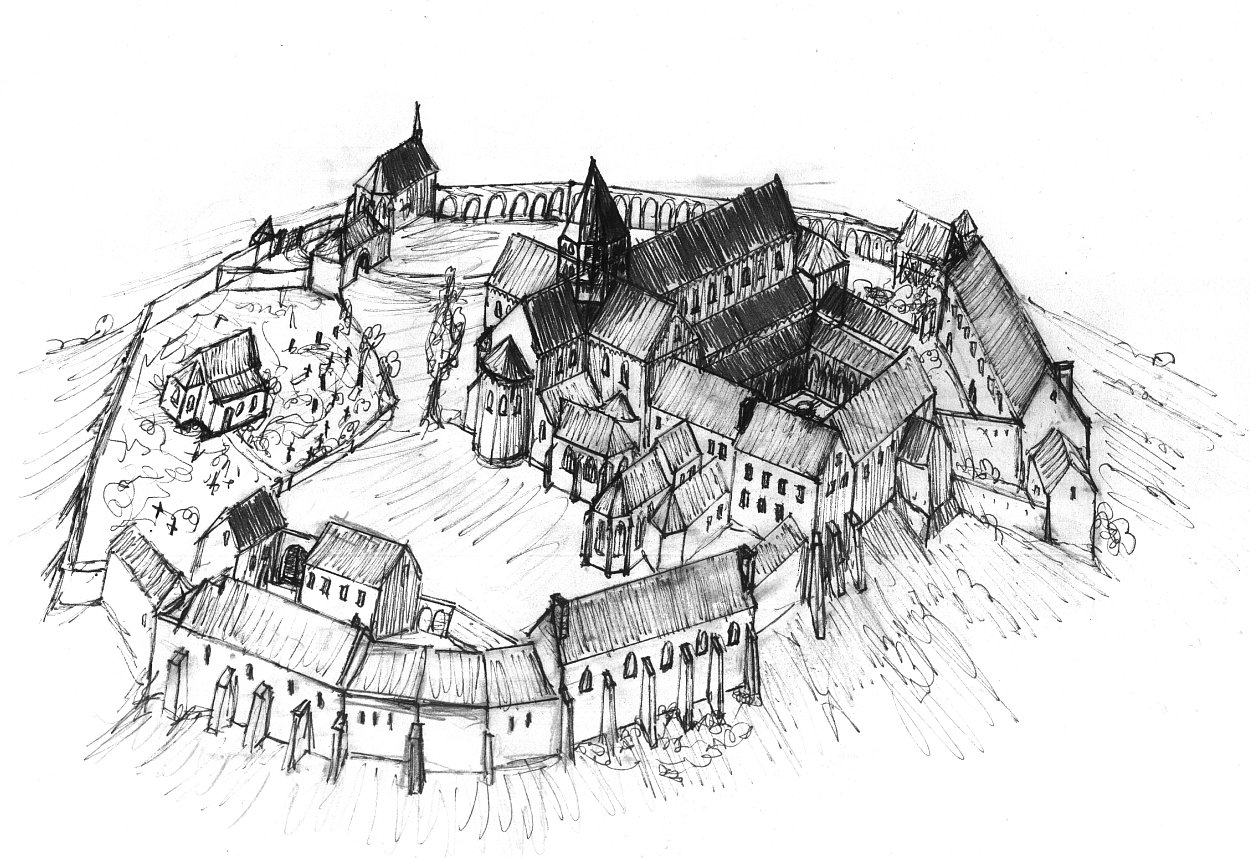
Die Klosteranlage um 1500, Rekonstruktion von 1996
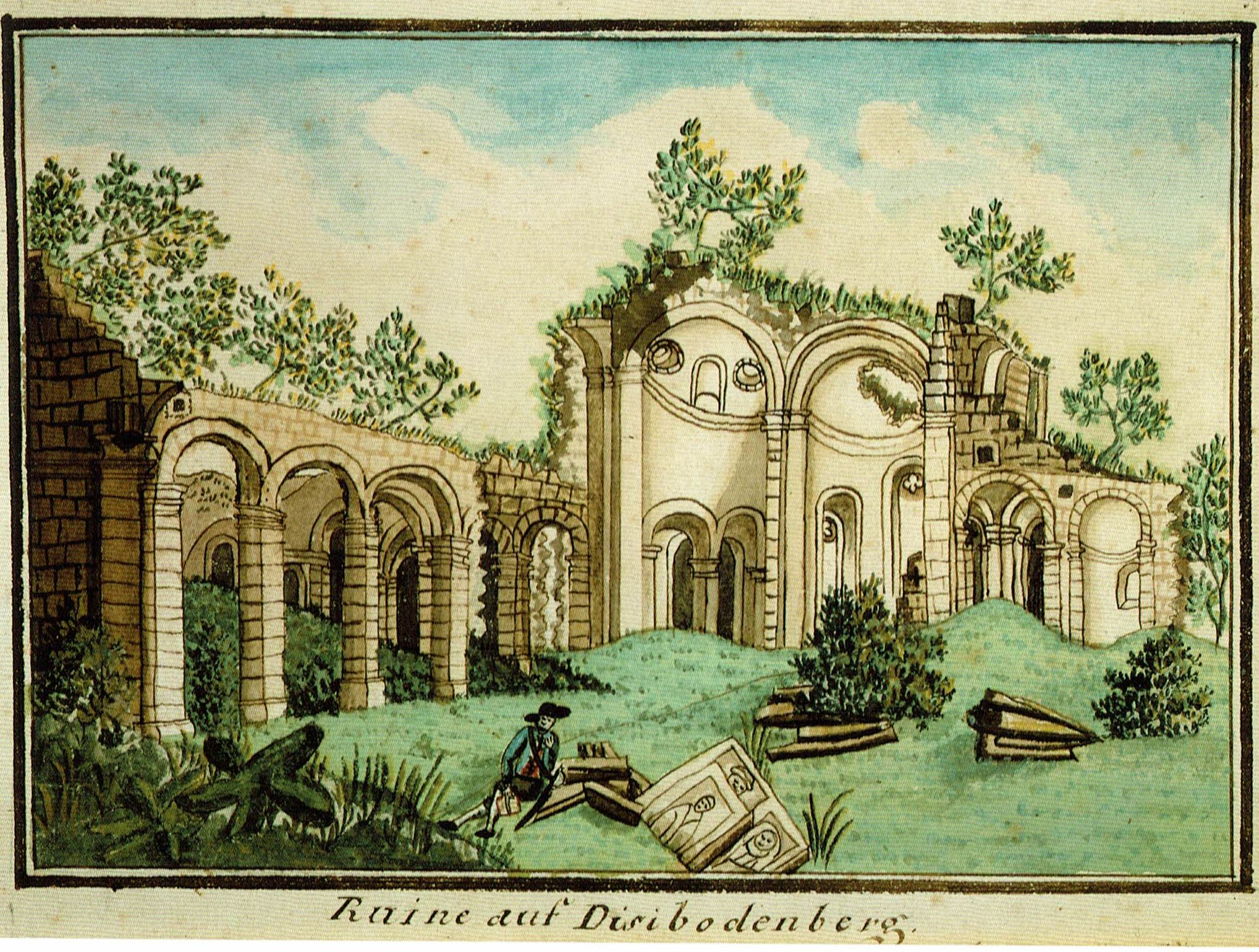
Innenansicht der Kirchenruine Disibodenberg 1790. Privatsammlung v. Racknitz
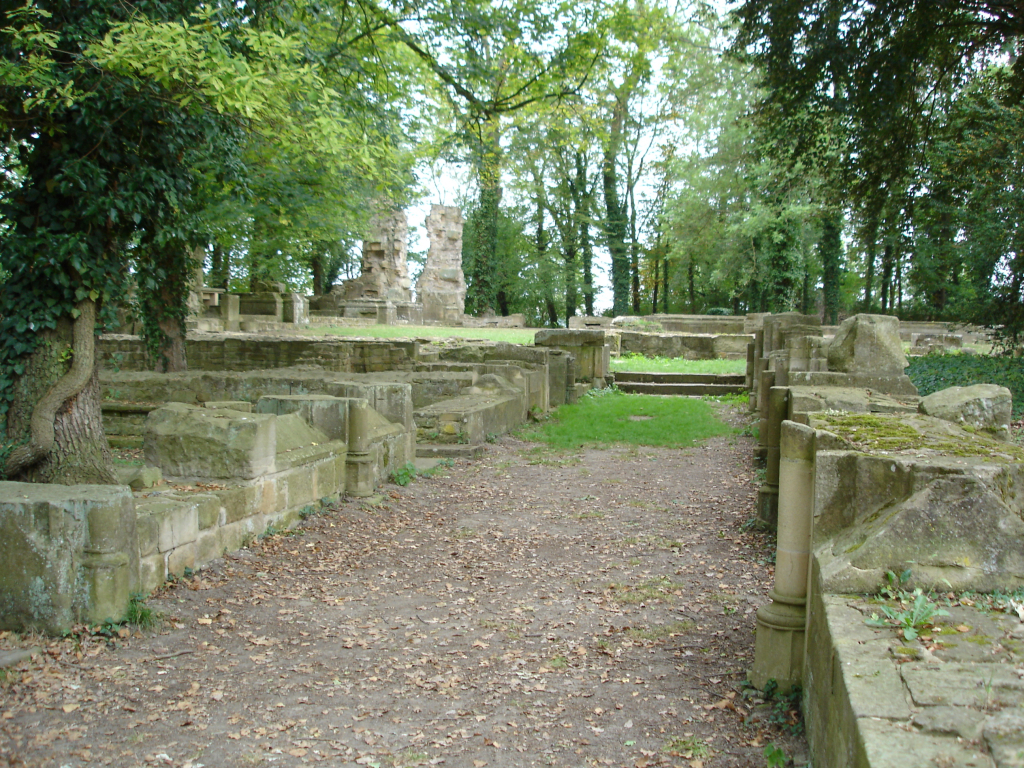
Klosterruine Disibodenberg, Teile des Kreuzgangs
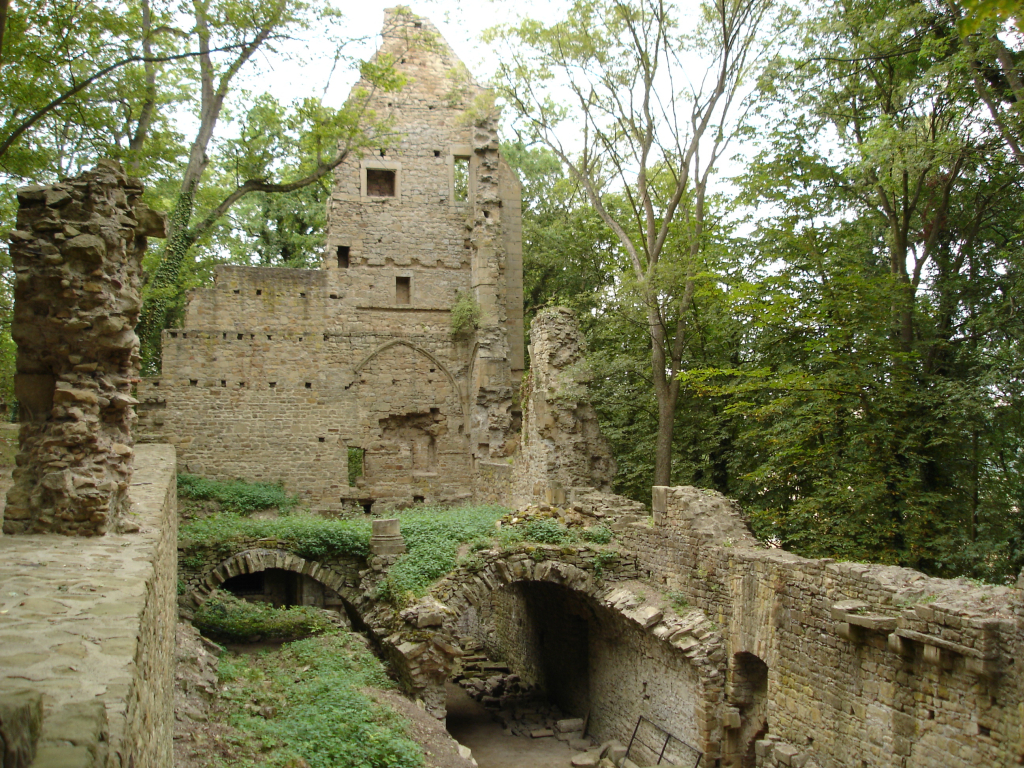
Giebel des Refektoriums, Baubeginn 1240

Am 1. November 1112 wurde sie mit Jutta, von da an ihre Lehrmeisterin, und einer dritten jungen Frau in einem Inklusorium an oder in dem seit 1108 von Benediktinermönchen bewohnten Kloster Disibodenberg eingeschlossen. Während Jutta an diesem Tage vor Abt Burchard (1108–1113) auch ihre Profess ablegte, tat dies Hildegard später vor dem Bischof Otto von Bamberg, der von 1112 bis 1115 den inhaftierten Mainzer Erzbischof Adalbert vertrat.
Nach dem Tode Juttas in der mittlerweile zum Kloster gewachsenen Klause wurde Hildegard 1136 zur Magistra der versammelten Schülerinnen gewählt. Mehrfach kam es zu Auseinandersetzungen mit Abt Kuno von Disibodenberg, weil Hildegard die Askese, eines der Prinzipien des Mönchtums, mäßigte. So lockerte sie in ihrer Gemeinschaft die Speisebestimmungen und kürzte die durch Jutta festgelegten, sehr langen Gebets- und Gottesdienstzeiten. Offener Streit brach aus, als Hildegard mit ihrer Gemeinschaft ein eigenes Kloster gründen wollte. Die Benediktiner von Disibodenberg stellten sich dem entschieden entgegen, da Hildegard deren Kloster Popularität verschaffte.

### Beginn der öffentlichen Wirksamkeit
Bei der Leitung ihrer Anhängerschaft und zur Begründung ihrer geschriebenen Texte berief sich Hildegard auf Visionen, die nach ihrer eigenen Darstellung 1141 unwiderstehlich stark wurden. Unsicher über die göttliche Herkunft ihrer Visionen, suchte Hildegard in einem aufgewühlt klingenden Brief Unterstützung bei Bernhard von Clairvaux, der sie beruhigte, zugleich aber vorsichtig antwortete:

„Wir freuen uns mit dir über die Gnade Gottes, die in dir ist. Und was uns angeht, so ermahnen und beschwören wir dich, sie als Gnade zu erachten und ihr mit der ganzen Liebeskraft der Demut und Hingabe zu entsprechen. […] Was können wir übrigens noch lehren oder wozu ermahnen, wo schon eine innere Unterweisung besteht und eine Salbung über alles belehrt?“

Die beiden Briefe sind trotz gegenseitiger Hochschätzung die einzige Korrespondenz, die zwischen Hildegard und Bernhard stattfand. Da der Brief Bernhards die Erwartung Hildegards bzw. ihres Umfeldes nicht ganz erfüllte, wurde er für die Aufnahme in den Rupertsberger Riesenkodex abgeändert. Daneben wird in der neueren Forschung darüber gestritten, ob dieses kurze Zitat, das wie ein höfliches Ausweichmanöver gelesen werden kann, nicht genauso fiktiv ist wie die Episode über den vergeblichen Besuch Bernhards in Rupertsberg, bei dem Hildegard leider nicht anwesend sein konnte. Jedenfalls hat seine Anerkennung – ob fiktiv oder nicht – sehr zur Anerkennung ihrer historischen Persönlichkeit beigetragen.
Dennoch begann Hildegard 1141 in Zusammenarbeit mit Propst Volmar von Disibodenberg und ihrer Vertrauten, der Nonne Richardis von Stade, ihre Visionen und theologischen wie anthropologischen Vorstellungen in Latein niederzuschreiben. Da sie selbst die lateinische Grammatik nicht beherrschte, ließ sie alle Texte von ihrem Schreiber (letzter Sekretär: Wibert von Gembloux) korrigieren. Ihr Hauptwerk Scivias („Wisse die Wege“) entstand in einem Zeitraum von sechs Jahren. Dieses Buch enthält 35 Miniaturen. Diese Miniaturen theologischen Inhalts sind äußerst kunstvoll in leuchtenden Farben gemalt und dienen hauptsächlich zur Veranschaulichung des komplizierten und tiefsinnigen Textes. Die Originalhandschrift gilt seit Ende des Zweiten Weltkrieges als verschollen, in der Abtei St. Hildegard in Eibingen befindet sich eine illuminierte Kopie aus dem Jahr 1939.
Während einer Synode in Trier bekam Hildegard 1147 schließlich von Papst Eugen III. die Erlaubnis, ihre Visionen zu veröffentlichen. Diese Erlaubnis stärkte auch ihre politische Bedeutung. Darüber hinaus stand sie mit vielen geistlichen und weltlichen Mächtigen in Korrespondenz. Hildegard hatte zahlreiche Visionen. 1141 erlebte sie eine Erscheinung, die sie als Auftrag Gottes verstand, ihre Erfahrungen aufzuzeichnen. Unsicher darüber, was diese Vision bedeutete, wurde Hildegard krank. In der Niederschrift ihrer Visionen, Scivias („Wisse die Wege“), schreibt Hildegard:

„Ich aber, obgleich ich diese Dinge hörte, weigerte mich lange Zeit, sie niederzuschreiben – aus Zweifel und Missglauben und wegen der Vielfalt menschlicher Worte, nicht aus Eigensinn, sondern weil ich der Demut folgte und das so lange, bis die Geißel Gottes mich fällte und ich ins Krankenbett fiel; dann, endlich bewegt durch vielerlei Krankheit […], gab ich meine Hand dem Schreiben anheim. Während ich's tat, spürte ich […] den tiefen Sinn der Heiligen Schrift; und ich erhob mich so selbst von der Krankheit durch die Stärke, die ich empfing und brachte dies Werk zu seinem Ende – eben so – in zehn Jahren. […] Und ich sprach und schrieb diese Dinge nicht aus Erfindung meines Herzens oder irgend einer anderen Person, sondern durch die geheimen Mysterien Gottes, wie ich sie vernahm und empfing von den himmlischen Orten. Und wieder vernahm ich eine Stimme vom Himmel, und sie sprach zu mir: Erhebe deine Stimme und schreibe also!“

Hildegards sehr bildliche Beschreibungen ihrer körperlichen Zustände und ihrer Visionen interpretiert der Neurologe Oliver Sacks als Symptome einer schweren Migräne, speziell aufgrund der von ihr geschilderten Lichterscheinungen (Auren). Sacks und andere moderne Naturwissenschaftler vermuten, dass Hildegard an einem Skotom litt, das diese halluzinatorischen Lichtphänomene hervorrief.

### Meisterin vom Rupertsberg
Zwischen 1147 und 1150 gründete Hildegard das Kloster Rupertsberg auf dem Rupertsberg bei der Mündung der Nahe in den Rhein. Die erhaltenen Kunstgegenstände, vor allem das gold-purpurne Antependium, zeugen vom ehemaligen Reichtum Rupertsbergs. Bemerkenswert ist, dass Meister Mathis Gothart Nithart gen. Grünewald dieses Kloster Rupertsberg oberhalb der Nahe als Vorlage für die Klosterkirche im romanisch-frühgotischen Stil genommen hat, die im Hintergrund der „Weihnachtstafel“ des Isenheimer Altars (um 1516) zu sehen ist; das belegt ein Vergleich mit den Kupferstichen von Daniel Meisner und Matthäus Merian. Für diese Annahme spricht auch, dass Grünewald sich um 1510 in Bingen aufgehalten und auf der dortigen Burg Klopp als „Wasserkunstmacher“ gearbeitet hat.

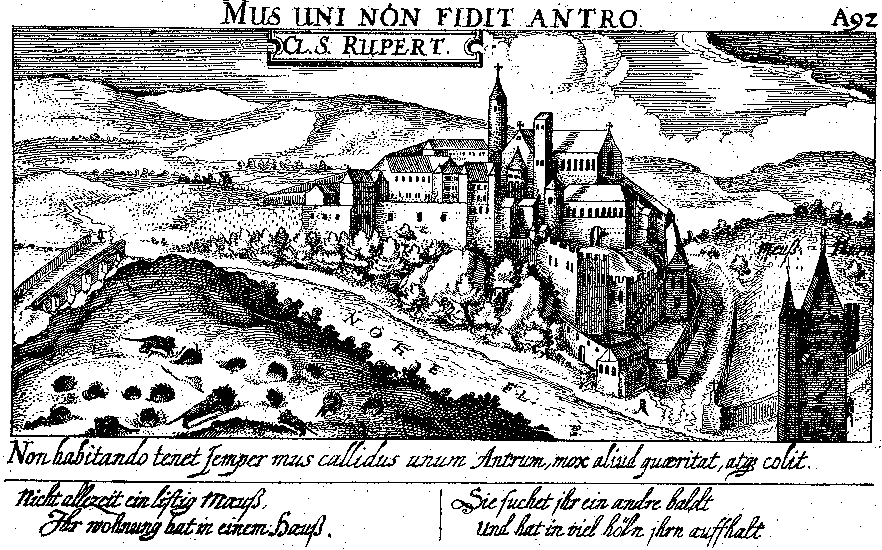
Kloster Rupertsberg vor der Zerstörung aus Meisner/Kieser: Politisches Schatzkästlein (1638)
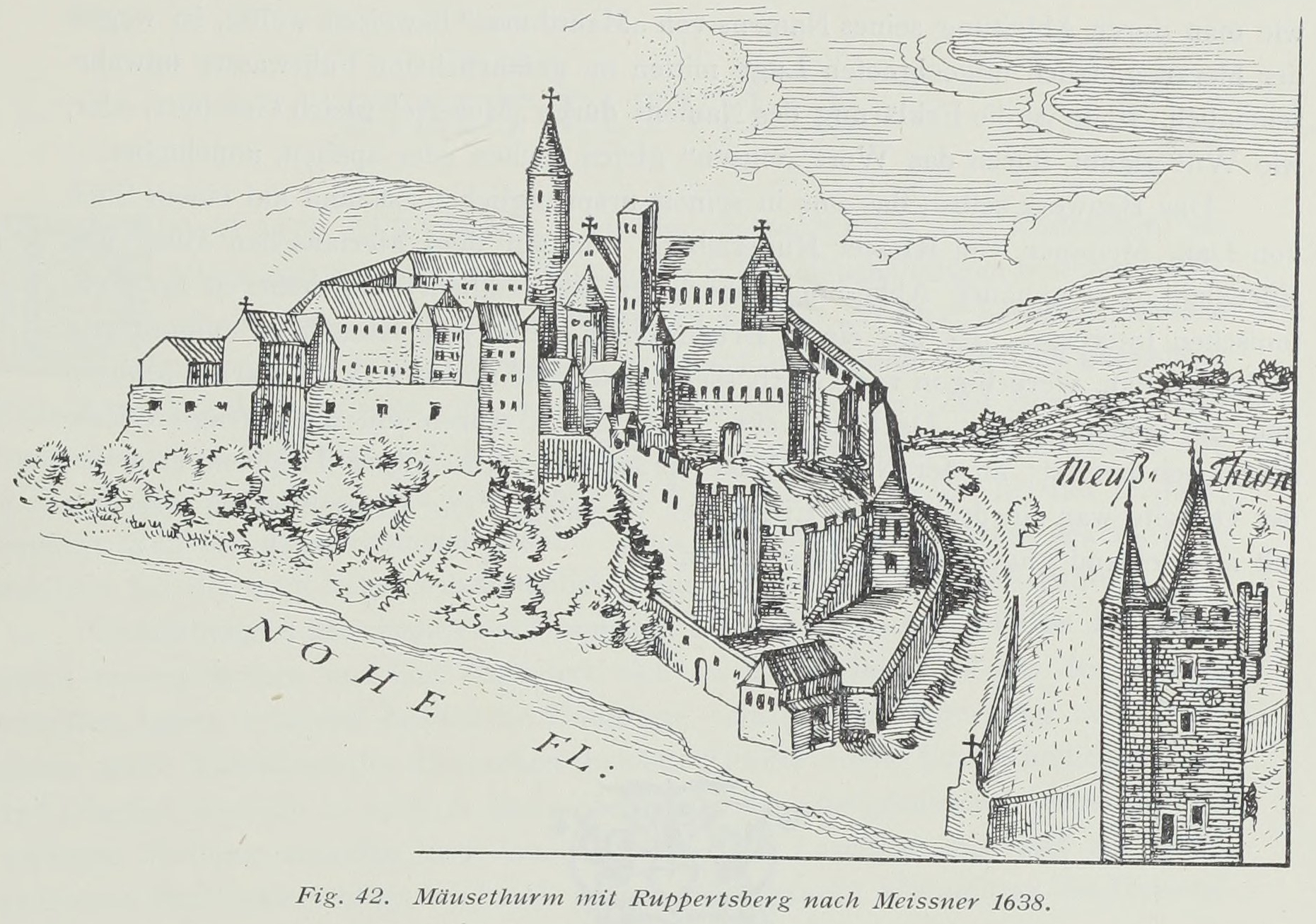
Kloster Rupertsberg mit Mäuseturm nach Meisner/Kieser, 1638
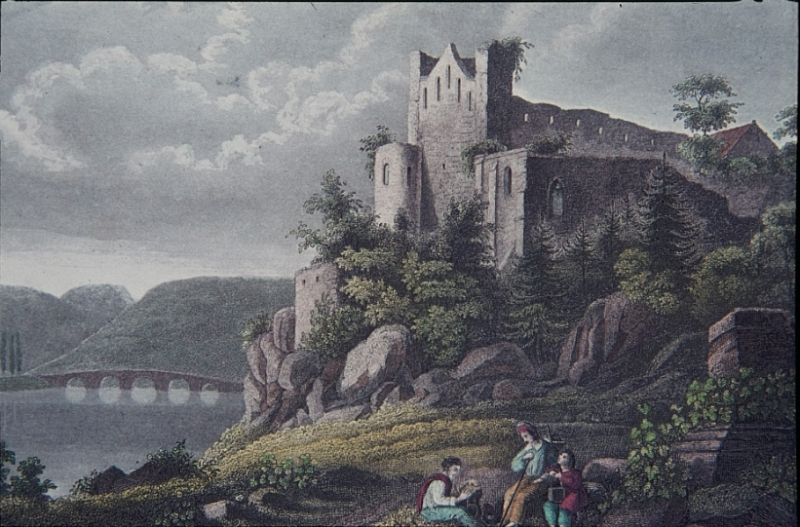
Kloster Rupertsberg nach der Zerstörung durch die Schweden
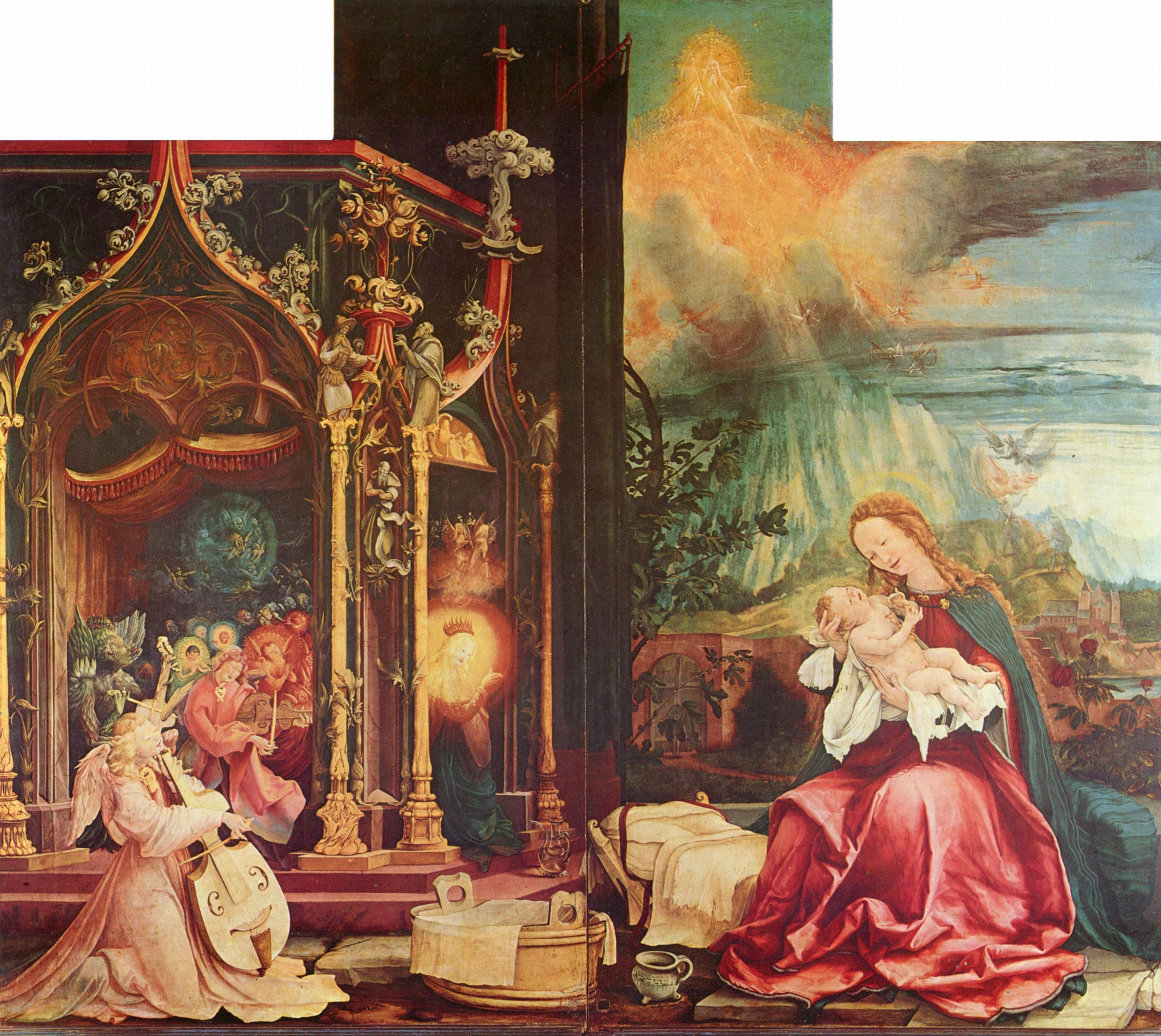
Matthias Grünewald: Isenheimer Altar, Weihnachtstafel, um 1515, Unterlinden-Museum in Colmar
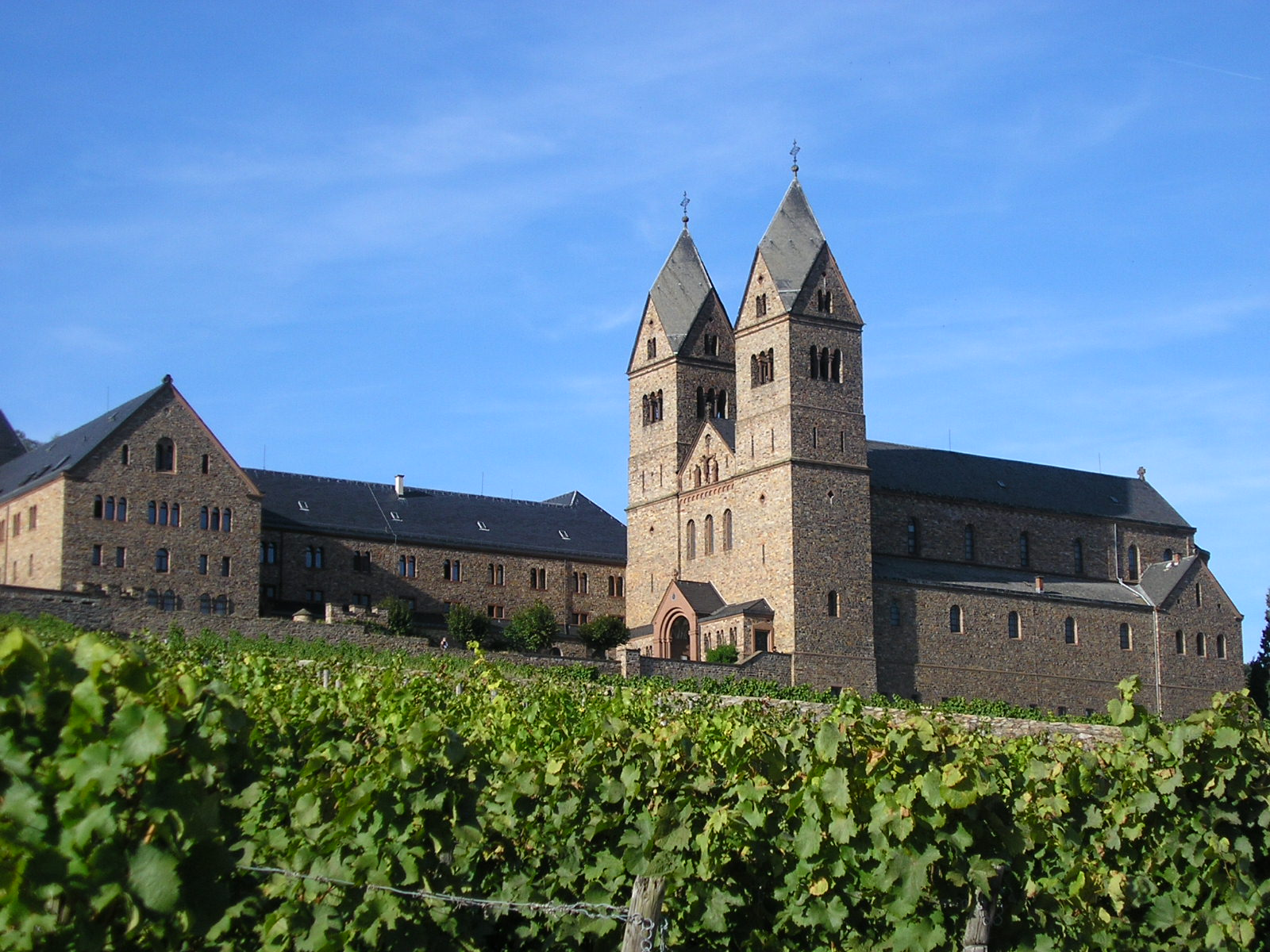
Kloster St. Hildegard in Eibingen

Bereits 1151 kam es zu neuen Auseinandersetzungen mit geistlichen Amtsträgern: Der Mainzer Erzbischof Heinrich und sein Bremer Amtsbruder Hartwig von Stade verlangten, dass Richardis von Stade das neue Kloster verlasse. Richardis war die Schwester des Bremer Erzbischofs und sollte Äbtissin des Klosters Bassum werden. Hildegard verweigerte zunächst die Freistellung ihrer engsten Mitarbeiterin und schaltete Eugen III. ein. Dennoch setzten sich die beiden Erzbischöfe schließlich durch, und Richardis verließ das Kloster Rupertsberg.
Nach dieser Einigung bestätigte Erzbischof Heinrich schließlich 1152 die Überschreibung der durch Hildegards Ruf sehr umfangreich gewordenen Klostergüter. Dieser ansteigende Reichtum wirkte sich auch auf das Leben der Gemeinschaft aus und rief Kritik hervor. So griffen mehrere Geistliche, aber auch Leiterinnen anderer Gemeinschaften, zum Beispiel die Meisterin Tenxwind von Andernach, Hildegard an, weil ihre Nonnen entgegen dem evangelischen Rat der Armut zu Festgottesdiensten luxuriös geschmückt erschienen und nur Frauen aus adligen Familien in Rupertsberg aufgenommen wurden. Als standesbewusste Adlige rechtfertige Hildegard den Grundsatz, dass nur adelige Frauen in ihr Kloster aufgenommen werden konnten, mit dem Hinweis, niemand bringe auch seinen ganzen Viehbesitz (Rinder, Esel, Schafe und Böcke) in einem einzigen Stall unter. Auch Gott mache Unterschiede innerhalb seines Volkes, obwohl er alle liebe. Da die Zahl der Nonnen im Rupertsberger Kloster ständig zunahm, erwarb Hildegard 1165 das leerstehende Augustinerkloster in Eibingen und gründete dort ein Tochterkloster, in das Nichtadelige eintreten konnten, und setzte dort eine Priorin ein. Hildegard von Bingen starb am 17. September 1179 im 82. Lebensjahr.

## Wirken

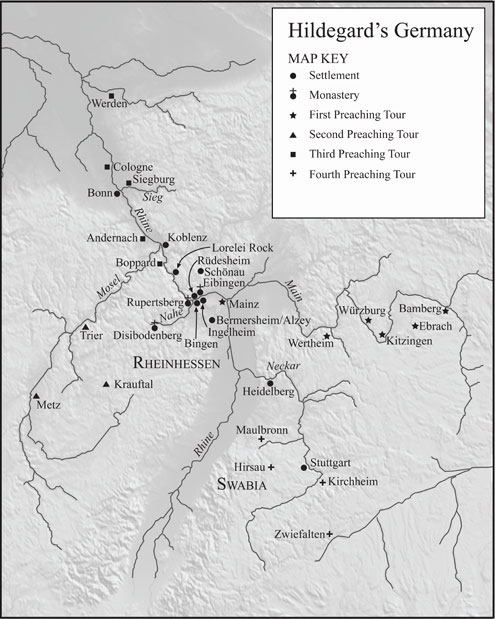
Hildegards Predigt-Reisen

Die Bedeutung Hildegards von Bingen lässt sich schlecht in einzelne Kategorien zwängen, da sich das Weltbild seit der Aufklärung stark verändert hat. In ihrer Zeit waren bedeutende Personen Universalgelehrte. Hildegard von Bingen gilt allgemein als Person, die durch eigene Denkansätze neue Impulse setzte und damit einen umfassenden Blickwinkel ermöglichte.

### Religiöse und politische Bedeutung in ihrer Zeit
Ihr selbstbewusstes und charismatisches Auftreten führte zu ihrer großen Bekanntheit. Sie predigte als erste Nonne öffentlich dem Volk die Umkehr zu Gott (u. a. auf Predigtreisen nach Mainz, Würzburg, Bamberg, Trier, Metz, Bonn und Köln). Aus einem in seiner Echtheit umstrittenen Brief des Kaisers Barbarossa an sie, der im Wiesbadener Riesenkodex überliefert ist, wird geschlossen, dass dieser sich mit ihr als Beraterin in der Ingelheimer Kaiserpfalz getroffen habe. Auch im hohen Alter unternahm sie noch Reisen zu verschiedenen Klöstern.

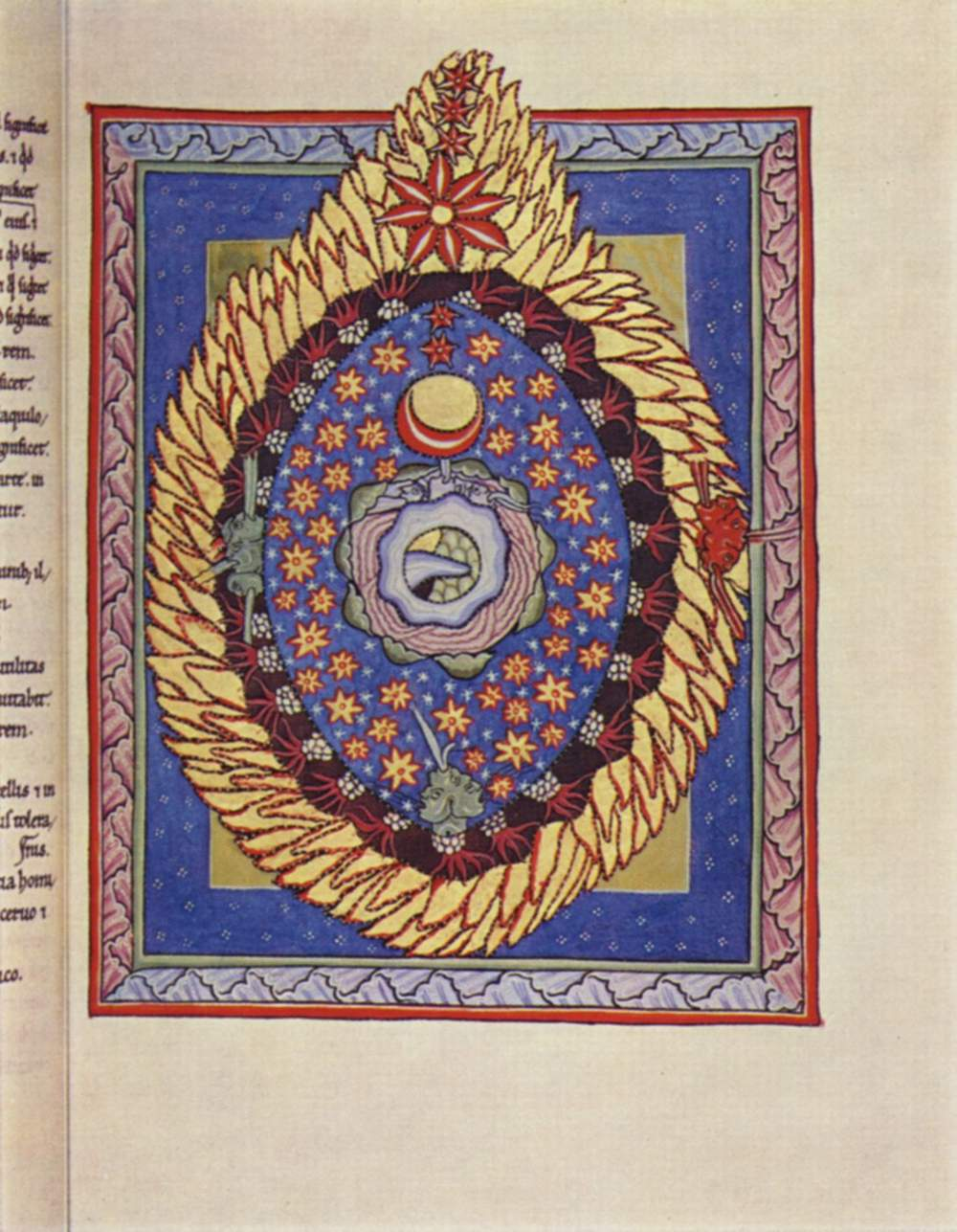
„Gott, Kosmos und Menschheit“ aus Scivias, Tafel 4

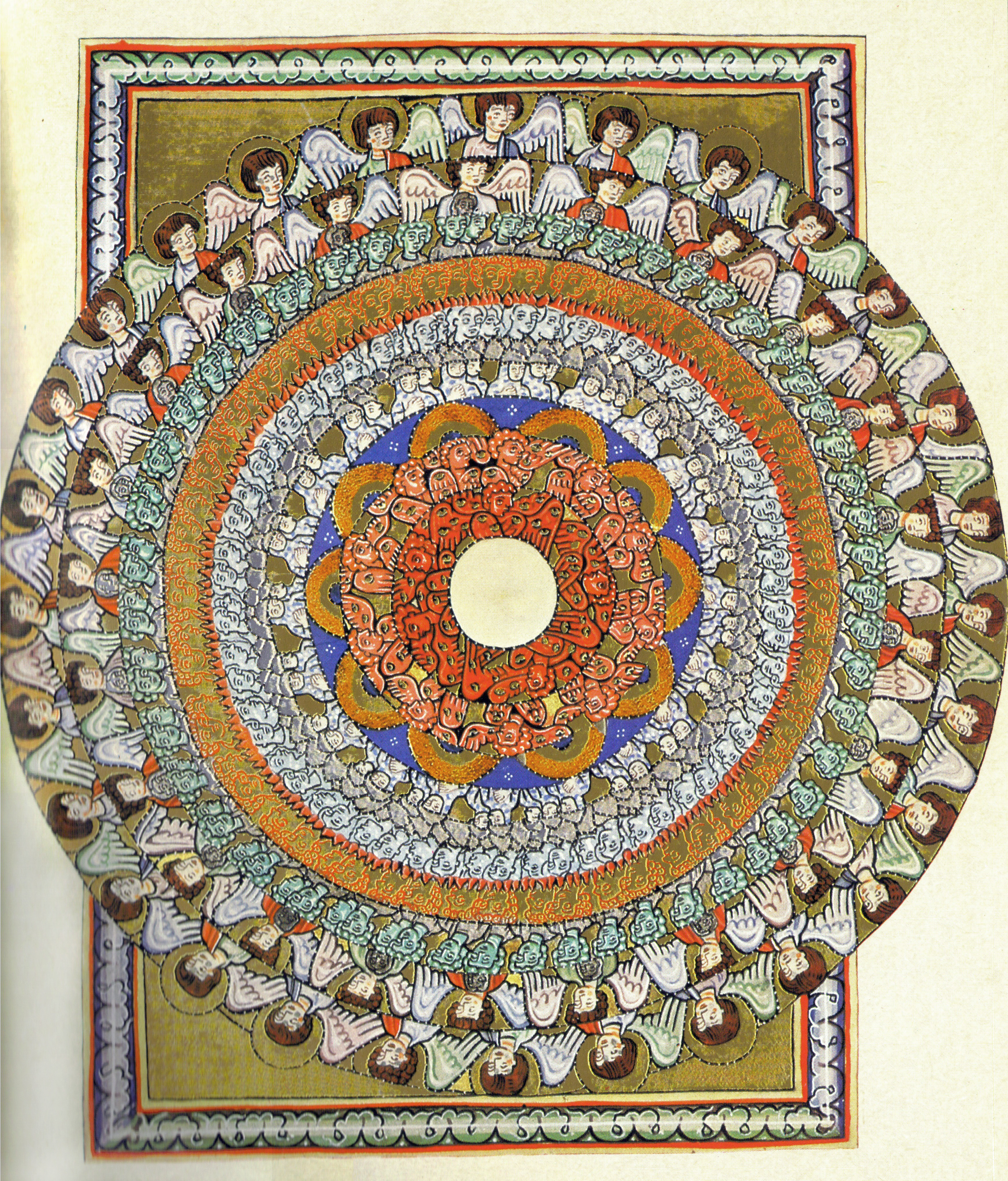
„Chor der Engel“ aus Scivias I.6, Rupertsberger Codex fol. 38r

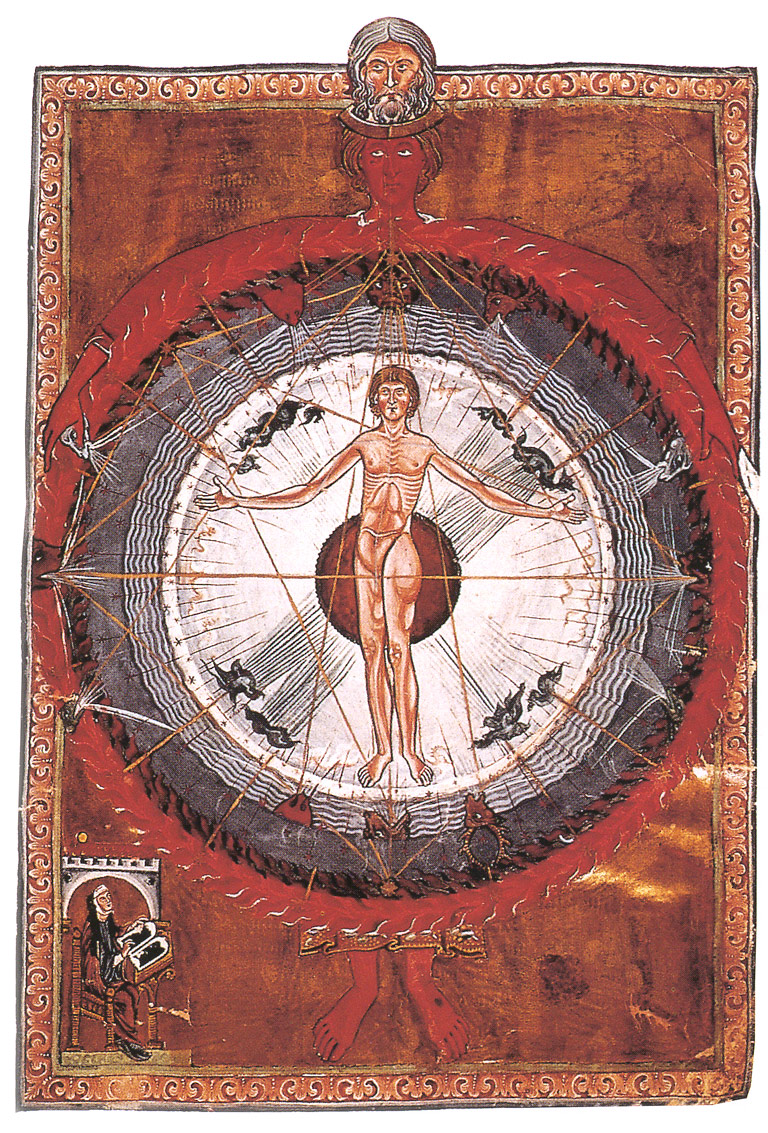
„Kosmos, Leib und Seele“ aus dem Liber divinorum operum I.4

Wegen ihres Glaubens und ihrer Lebensart wurde sie für viele Menschen zur Wegweiserin. Schon zu ihren Lebzeiten nannten viele sie eine Heilige. Hildegard begründete diese Auffassung, indem sie sich für ihre theologischen und philosophischen Aussagen immer wieder auf Visionen berief. Damit sicherte sie ihre Lehren gegen die Lehrmeinung ab, dass Frauen aus eigener Kraft nicht zu theologischen Kenntnissen in der Lage seien. Sie selbst bezeichnete sich als „ungebildet“. Unter anderem griff sie auf der Seite des Papstes in die theologische Auseinandersetzung um die Wandlung des Altarsakraments ein.
Ihre moralische Lehre faszinierte zu ihrer Zeit nicht nur die Nonnen, sondern auch Mönche, Adlige und Laien. Mit starkem Selbstbewusstsein setzte sie ihre Interessen gegen andere durch, sowohl aus Überzeugung als auch zur Durchsetzung politischer Ziele (z. B. bei der Bestattung eines begüterten Exkommunizierten oder dem Abstreiten der Besitzrechte des Disibodenberges).
Vor allem sind es die drei theologischen Werke, die ihren damaligen Ruhm begründeten. Ihr Hauptwerk Scivias („Wisse die Wege“) ist eine Glaubenslehre, in der Weltbild und Menschenbild untrennbar mit dem Gottesbild verwoben sind. Die philosophisch-theologische Gesamtschau, die in allen wesentlichen Punkten der Kirchenlehre entspricht, wird in 26 Visionen dargestellt. Papst Eugenius III. bestätigte 1147 die Authentizität des ersten Teils der Scivias und erlaubte Hildegard, öffentlich zu predigen. Damit ist Hildegard die erste Frau, die eine päpstliche Bestätigung als Autorität in theologischen Fragen erhielt.
Das zweite Visionswerk Liber vitae meritorum („Buch der Lebensverdienste“) könnte man als visionäre Ethik beschreiben. In ihm werden 35 Laster und Tugenden gegenübergestellt. Das dritte Buch Liber divinorum operum („Buch der göttlichen Werke“) ist Hildegards Schau über Welt und Mensch. Sie beschreibt hier die Schöpfungsordnung gemäß der mittelalterlichen Mikrokosmos-Makrokosmos-Vorstellung als etwas, in dem Leib und Seele, Welt und Kirche, Natur und Gnade in die Verantwortung des Menschen gestellt sind. Damit schuf sie auch eine frühe Form des Homo signorum.
Ebenfalls zum theologischen Gesamtwerk zu zählen ist ihre umfangreiche Korrespondenz mit hohen geistlichen und weltlichen Würdenträgern (darunter auch Bernhard von Clairvaux), die in ca. 300 Schriftstücken erhalten geblieben ist. Darin zeigt sie ihren außergewöhnlich starken Charakter und Gottesglauben. Für ihre Zeit wirken ihre offenen Worte und Ermahnungen, die sie gegenüber König und Papst führte, besonders bemerkenswert. Ihre Herkunft sowie die Besetzung höchster Kirchenämter durch Verwandte (u. a. ihr Bruder Hugo als Domkantor von Mainz) verschafften ihr den nötigen Einfluss, um angehört zu werden.

### Natur- und heilkundliche Schriften
Hildegard hat zwischen 1150 und 1160 zwei natur- und heilkundliche Werke verfasst und gilt als „Deutschlands erste schriftstellernde Ärztin“, auch wenn sie zu den medizinischen Laien gehörte. Im Gegensatz zu den visionären Schriften gibt es keine Abschriften, die auf Hildegard selbst bzw. ihre unmittelbare Umgebung zurückgehen. Alle erhaltenen 13 Textzeugen (Handschriften) sind erst 100 Jahre nach ihr oder noch später (vom 13. bis 15. Jh.) entstanden, so dass teilweise ihre Autorschaft angezweifelt wurde. In den zweifellos ihr zuzuschreibenden Werken wird jedoch eine Schrift zur Naturkunde mit dem Titel Liber subtilitatum diversarum naturarum creaturarum (Das Buch von den Geheimnissen der verschiedenen Naturen der Geschöpfe) erwähnt. Damit könnte die große Schrift über die Eigenschaften und Wirkungen von Kräutern, Bäumen, Edelsteinen, Tieren und Metallen gemeint sein, die später unter der Bezeichnung Physica gedruckt wurde. Ein zweites Werk, Causae et curae („Ursachen und Behandlungen“) genannt, ist nur in einer einzigen Handschrift überliefert. Hier handelt es sich um eine allgemeine Darstellung der Schöpfung, der Natur und insbesondere der menschlichen Natur. Im zweiten Teil ist von einzelnen Krankheiten und ihrer Behandlung sowie von der Diagnostik die Rede. Einige Autoren des 15. Jahrhunderts übernahmen einzelne Textstellen aus Hildegards, sich im Rahmen der damaligen Medizintheorie (Humoralpathologie) bewegender Physica (etwa im Gart der Gesundheit und im Kochbuch Meister Eberhards). Der Begriff „Hildegard-Medizin“ wurde als Marketing-Begriff erst ab 1970 eingeführt.
Die Leistung Hildegards liegt unter anderem darin, dass sie das damalige Wissen über Krankheiten und Pflanzen aus der griechisch-lateinischen Tradition mit dem der Volksmedizin zusammenbrachte und (wie schon zuvor ein Innsbrucker Kräuterbuch) die deutschen Pflanzennamen nutzte. Sie entwickelte vor allem aber eigene Ansichten über die Entstehung von Krankheiten, Körperlichkeit und Sexualität. Eigene medizinische Verfahren entwickelte sie nicht, sondern trug lediglich bereits bekannte Behandlungsmethoden aus verschiedenen Quellen zusammen. Hildegards Krankheitstheorie ist der antiken Viersäftelehre sehr ähnlich, nur mit abweichenden Bezeichnungen. Die Kräuterkunde aus Causae et Curae beinhaltet viele sehr direkte Anweisungen, die jeweils nach Symptomen geordnet sind. Sie sind daher auch für medizinische Laien gut zu gebrauchen. So heißt es beispielsweise: „Vom Tränen der Augen: Wer nässende Augen hat, wie wenn sie tränten, soll ein Feigenblatt pflücken, das in der Nacht vom Tau gründlich benetzt worden ist, wenn die Sonne es an seinem Zweige bereits erwärmt hat, und so warm auf seine Augen legen, um deren Feuchtigkeit einzuschränken…“ oder „Wenn das Gehör eines Menschen von irgendeinem Phlegmastoff oder einer anderen Art des Krankseins zugrunde gerichtet wird, nimmt man weißen Weihrauch, und lass aus ihm über lebendigem Feuer Rauch aufsteigen und lass diesen Rauch in das sich obdurierende Ohr aufsteigen…“.
Der Gedanke der Einheit und Ganzheit ist auch ein Schlüssel zu Hildegards natur- und heilkundlichen Schriften. Diese sind ganz davon geprägt, dass Heil und Heilung des kranken Menschen allein von der Hinwendung zum Glauben, der allein gute Werke und eine maßvolle Lebens-Ordnung hervorbringe, ausgehen könne. In diesen Punkten unterscheidet sich Hildegard stark von den eher rationalen Werken der übrigen Klostermedizin. So heißt es bei Hildegard: „Drei Pfade hat der Mensch in sich, in denen sich sein Leben tätigt: die Seele, den Leib und die Sinne“. Nur wenn diese drei Aspekte der Lebensführung ausgewogen beachtet werden, bleibt der Mensch gesund.

### Sexuelle Begierde und Empfängnis
In den Schriften von Hildegard, insbesondere in „Causae et Curae“, werden zwischen Texten zu Themen wie „Nasenbluten“ oder „Aderlass“ in der gleichen Nüchternheit auch Themen wie „Von der Empfängnis“, „Von der geschlechtlichen Begierde“, oder „Vom nächtlichen Samenerguss“ abgehandelt. Sie beschreibt sehr detailliert die erotischen und sexuellen Handlungen.
Der theologische Hintergrund ordnet Begierde und Sexualität in den Bereich des göttlichen Willens ein. Ungeachtet der traditionellen Verurteilung der Sexualität an anderen Stellen ihrer Schriften wird die sexuelle Lust als göttliche Kraft interpretiert, ausdrücklich erkennt sie im „Streben der Begierde und der Zeugungskraft des Mannes“ ein Zeichen der „Liebeskraft Gottes“.
Auffallend ist die fast gleichwertige Beteiligung beider Geschlechter am Zeugungsakt, den sie mit dem Kochvorgang verglich („[…]. So wird auch jede Speise, wenn man sie gekocht hat, süßer als vor der Reife und vor dem Kochen […].“). Zur Zeugung könne es nur kommen, wenn der Mann „mit einem anderen lebenden, fühlenden Geschöpf in Lust verbunden“ sei. Erst durch die Vermischung des männlichen Samens mit dem weiblichen Blut vollende sich die Zeugung – Mann und Frau würden „ein Fleisch“.
Hildegard vergleicht die männliche Lust mit einem „Schiff in großen Wellen“, im „heftigen Sturmwinde …, so gefährdet, dass es manchmal kaum standhalten kann“. Die Lust der Frau hingegen gleiche einem „sanften Wind, bei dem sich ein kleines Schiff, wenn auch nur mit Mühe halten“ könne. Die Frau spüre ihre Lust wie „eine sanfte [blande], milde [leniter] aber dennoch ständige Wärme [assidue calorem]“. In einem nüchternen Text unter der Überschrift „Von der Empfängnis“ beschreibt Hildegard das lustvolle Hitzegefühl der Frau – die Sätze sind populär geworden als erste Beschreibung des weiblichen Orgasmus: „Ist die Frau [mulier] mit einem Mann vereint [in conuinctione viri], dann kündigt ein lustvolles Hitzegefühl [calor] in ihrem Gehirn den Genuss [gustum] dieser Lust [delectationis] und den Samenerguss [seminis effusionem] bei dieser Vereinigung [coniunctione] an. Ist der Samen an die richtige Stelle gefallen [semen in locum suum ceciderit], dann zieht ihn die erwähnte starke Hitze [fortissimus calor] im Gehirn an sich und hält ihn fest. Dann ziehen sich auch die Lenden [auch: Nieren, renes] dieser Frau zusammen [contrahuntur], und alle Glieder [membra], die zur Zeit der Menstruation [menstruo tempore] b[e]reit sind, sich zu öffnen, schließen sich alsbald so fest, wie wenn ein starker Mann [fortis vir] etwas in seine Hand schließt.“
Hildegard hat offenbar von ihren Nonnen nicht verlangt, ihre Weiblichkeit gänzlich zu unterdrücken. Das war im Umkreis von Bingen bekannt. Die Nonne Tenxwind von Andernach formulierte in einem Brief an Hildegard heftige Kritik: Ihr sei Ungewöhnliches (insolitum) zugetragen worden, so Tenxwind. In Hildegards „consortium“ seien die Virgines bei Festgottesdiensten mit leuchtend weißen, seidenen Gewändern bekleidet, die so lang seien, dass sie den Boden berührten. Auf ihrem Haupt trügen sie über dem herabwallenden Haar goldgewirkte Kronen (coronae). In diese Kronen seien auf beiden Seiten und hinten Kreuze eingefügt, an der Stirnseite sei in anmutiger Form ein Bild des Lammes angebracht. Außerdem seien ihre Finger mit goldenen Ringen geschmückt. Hildegard antwortet ihrerseits mit einem Brief auf die Kritik: Das Schamhaftigkeitsgebot des Apostels Paulus, so erklärte Hildegard, gelte nur für dem Manne unterworfene Ehefrauen, nicht für die Jungfrauen, denn die seien „im Heiligen Geist und in der Morgenröte der Jungfräulichkeit der Unschuld vermählt“. Die Jungfrauen bewahrten die „blitzende“ und „strahlende“ Urform des ursprünglichen Schöpfungsaktes – die himmlische Schönheit der Frau. Als besonderes Zeichen ihrer Vermählung mit Christus stehe es der „virgo“ auch zu, ein leuchtend weißes Kleid zu tragen.

### Musik
Die unter dem Namen Symphonia armonie celestium revelationum („Symphonie der Harmonie der himmlischen Erscheinungen“) überlieferte Sammlung geistlicher Lieder der Hildegard von Bingen enthält 77 liturgische Gesänge mit Melodien in diastematischer Neumennotation sowie das in Text und musikalischer Notation erhaltene (liturgische Drama) Ordo virtutum, das in zwei Fassungen vorliegt – unneumiert in der Visionsschrift Scivias sowie neumiert im späteren sog. Rupertsberger Riesenkodex (Wiesbaden). Das Spektrum der Gesänge umfasst Antiphonen, Responsorien, Hymnen, Sequenzen, ein Kyrie, ein Alleluja sowie zwei Symphoniae. Hildegards Musik nimmt eine Sonderstellung in der Gregorianik ein; sie zeichnet sich durch weiträumige Tonumfänge und große Intervalle wie Quart- und Quintsprünge aus. Das liturgische Spiel Ordo virtutum bringt die visionäre Gedanken- und Bilderwelt Hildegards am reinsten zum Ausdruck. Der Musikologe Robert schrieb: „Der Ordo Virtutum steht für sich allein und ist beispiellos, eine einzigartige Schöpfung seiner Art.“
Hildegards Selbststilisierung als indocta oder illiterata wird heute häufig missverstanden. Gemeint ist eine Abgrenzung gegenüber einem neuen Konzept von Bildung. Ihre Haltung zur Schrift bezog sich dagegen auf das ältere monastische Handwerk der Gedächtniskunst, wobei sie vor allem an ein Genre aus dem 5. Jahrhundert anknüpfte: Prudentius’ Psychomachia – ein allegorischer Kampf zwischen den Tugenden und den Lastern, denen sie im Ordo virtutum („Spiel der Kräfte“ wie die Seele, die Tugenden, die Engel usw.) durch Gesänge eine musikalische Gestalt und eine Stimme gab – oft in einem ausgreifenden Ambitus, der die plagale und authentische Tonart umspannt. Solche Inszenierungen der Tugenden (virtutes) haben möglicherweise im Rahmen eines liturgischen Dramas die Kirche ihrer Abtei belebt.

## Schriften
Hauptwerke:

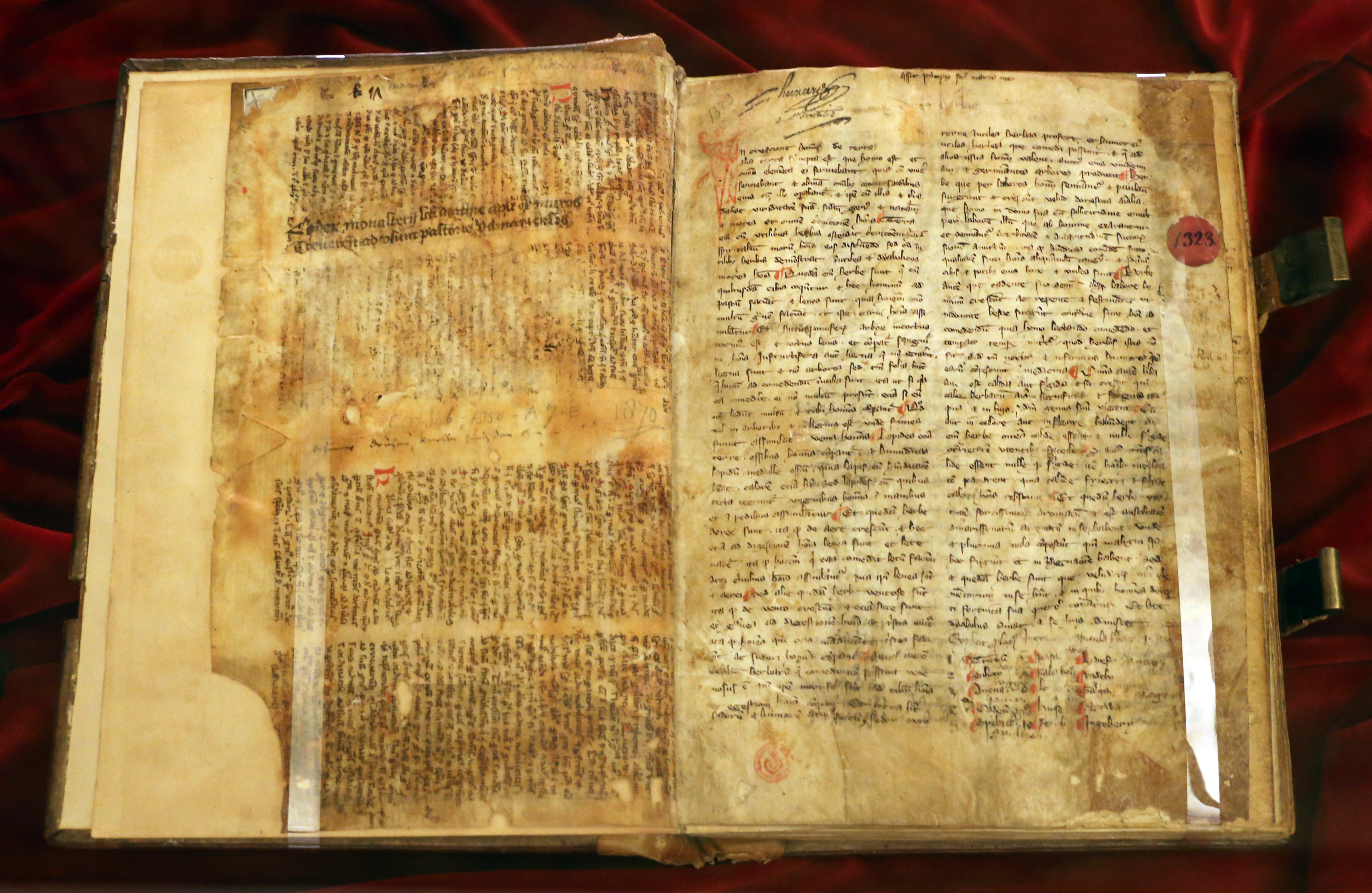
Handschrift in der Biblioteca Laurenziana zu Florenz, um 1310

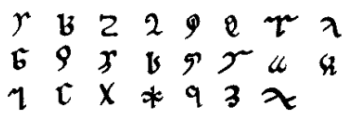
Hildegard schrieb ein Glossar zur Lingua ignota, einer von ihr erfundenen Sprache, für die sie dieses Alphabet verwendete

- Liber Scivias (um 1150), erste visionäre Schrift („Wisse die Wege“)
- Liber vitae meritorum (1148–1163), zweite visionäre Schrift („Der Mensch in der Verantwortung“)
- Liber divinorum operum (1163–1174), dritte visionäre Schrift („Welt und Mensch“)
- Liber simplicis medicinae oder  Physica (1151–1158), „Naturkunde“ in neun Büchern
- Liber compositae medicinae oder Causae et curae (1151–1158), „Heilkunde“ in sechs Büchern
- Symphoniae, 77 Gesänge und das Singspiel Ordo virtutum (ca. 1151/70)
- Epistulae (1147–1179), etwa 390 Briefe

Kleinere Werke
- Explenation quorumdam Evangeliorum (Auslegung einiger Evangelien)
- De Regula sancti Benedicti (Über die Regel des heiligen Benedikt)
- Explenatio Symboli sancti Athanasii (Auslegung des Athanasianischen Glaubensbekenntnisses)
- Solutiones triginta octo quaestionum (Antworten auf die 38 Fragen der Mönche von Villers)
- Vita sancti Disibodi (Das Leben des heiligen Disibod)
- Vita sancti Ruperti (Das Leben des heiligen Rupertus)
- Ignota lingua per simplicem hominem Hildegardem prolata, ein Glossar zu Hildegards Lingua ignota

## Nachleben

### Wirkungsstätten
Das Kloster Disibodenberg wurde infolge der Reformation aufgelöst und verfiel. Heute sind dort ausgedehnte Ruinen zu besichtigen.
Das Kloster Rupertsberg wurde während des Dreißigjährigen Krieges im Jahre 1632 von schwedischen Truppen zerstört. Die vertriebenen Ordensschwestern übersiedelten in das Kloster Eibingen. Die Ruinen wurden später überbaut. Heute befinden sich dort Reste von fünf Arkadenbögen der ehemaligen Klosterkirche. Gerhard Roese hat die Gestalt der Klosteranlage rekonstruiert und schuf ein Modell, das im „Historischen Museum am Strom“ in Bingen zu besichtigen ist. Der um das Kloster Rupertsberg entstandene Ort Bingerbrück gehört zu Bingen am Rhein.
Das Kloster Eibingen wurde 1803 im Zuge der Säkularisation aufgehoben und teilweise abgebrochen. Ein Flügel des Klosters ist erhalten. Die Klosterkirche wurde die Pfarrkirche St. Hildegard des Ortes Eibingen. Sie hat heute auch Bedeutung als Wallfahrtskirche, da sich dort der Schrein mit den Gebeinen Hildegards befindet.
Die oberhalb von Eibingen bestehende Abtei St. Hildegard ist eine Neugründung von 1904. Diese Abtei besitzt jedoch die Rechte der beiden Abteien Rupertsberg und Eibingen. Die Äbtissin von Rupertsberg und Eibingen steht dadurch in der Nachfolge der heiligen Hildegard. In der Klosterkirche befindet sich in Bogenfeldern auf der Nordseite des Mittelschiffs ein Freskenzyklus mit Szenen aus dem Leben der Hildegard im Stil der Beuroner Kunstschule.

Szenen aus der Vita der Hildegard von Bingen
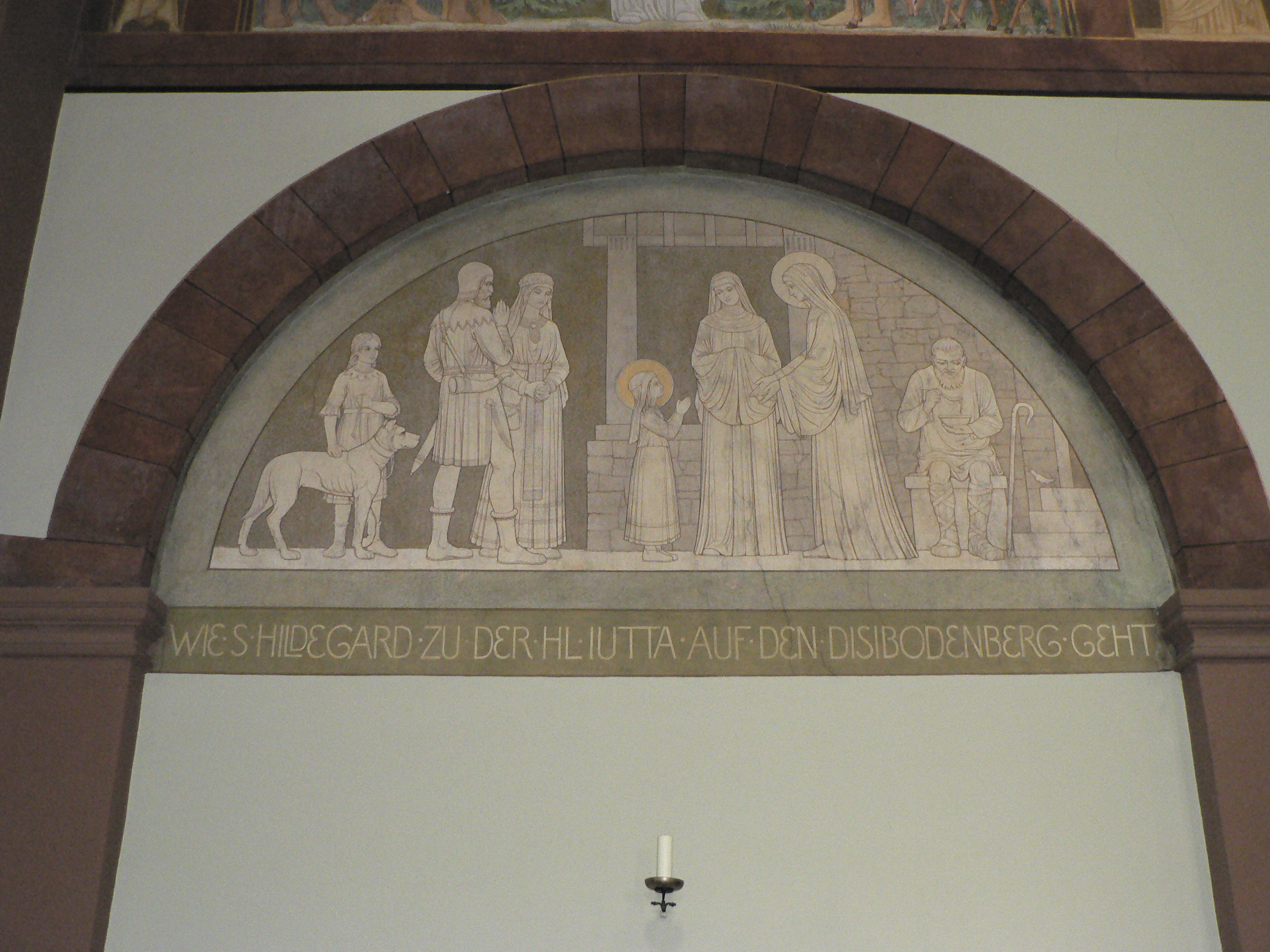
1
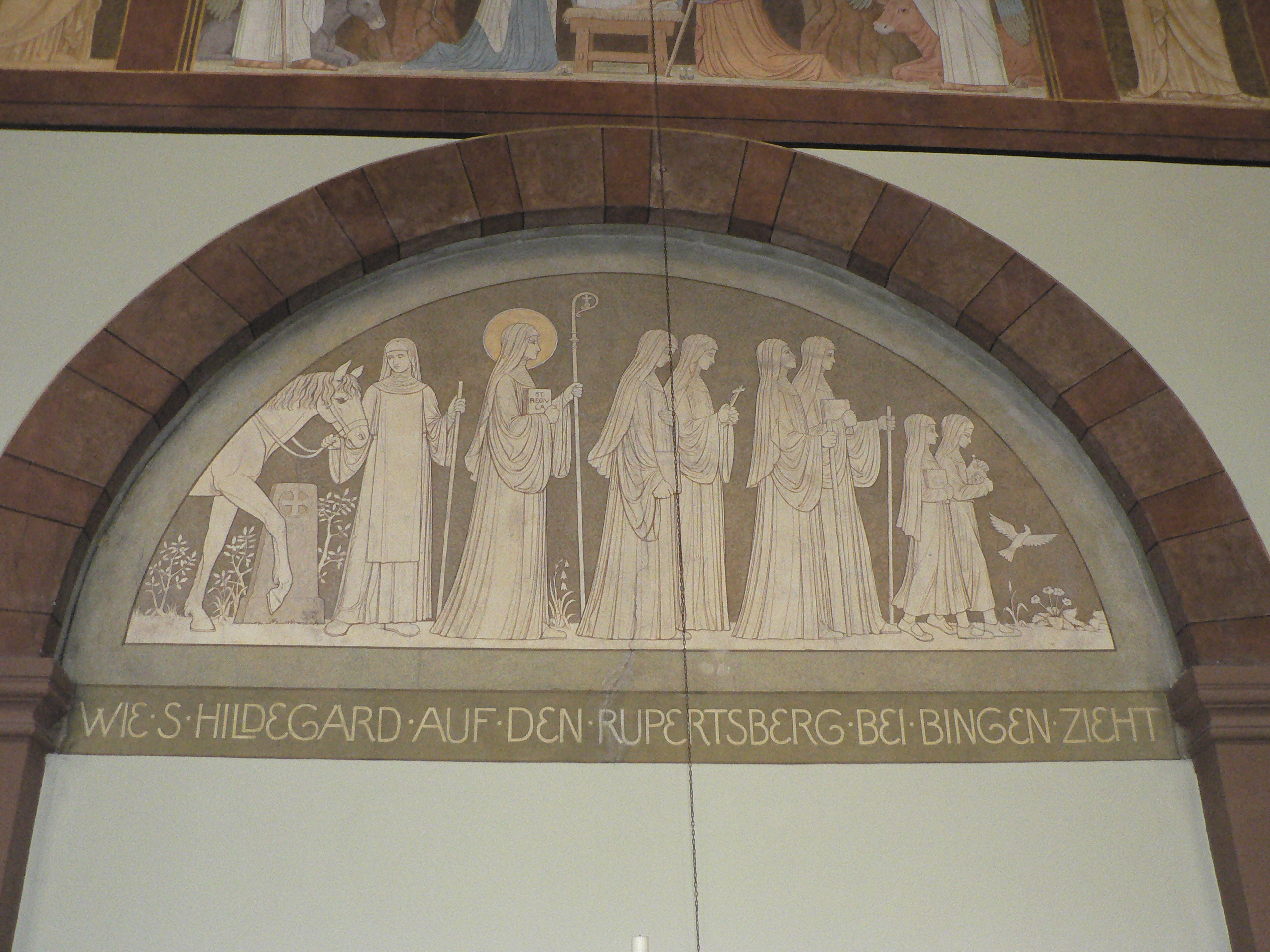
2
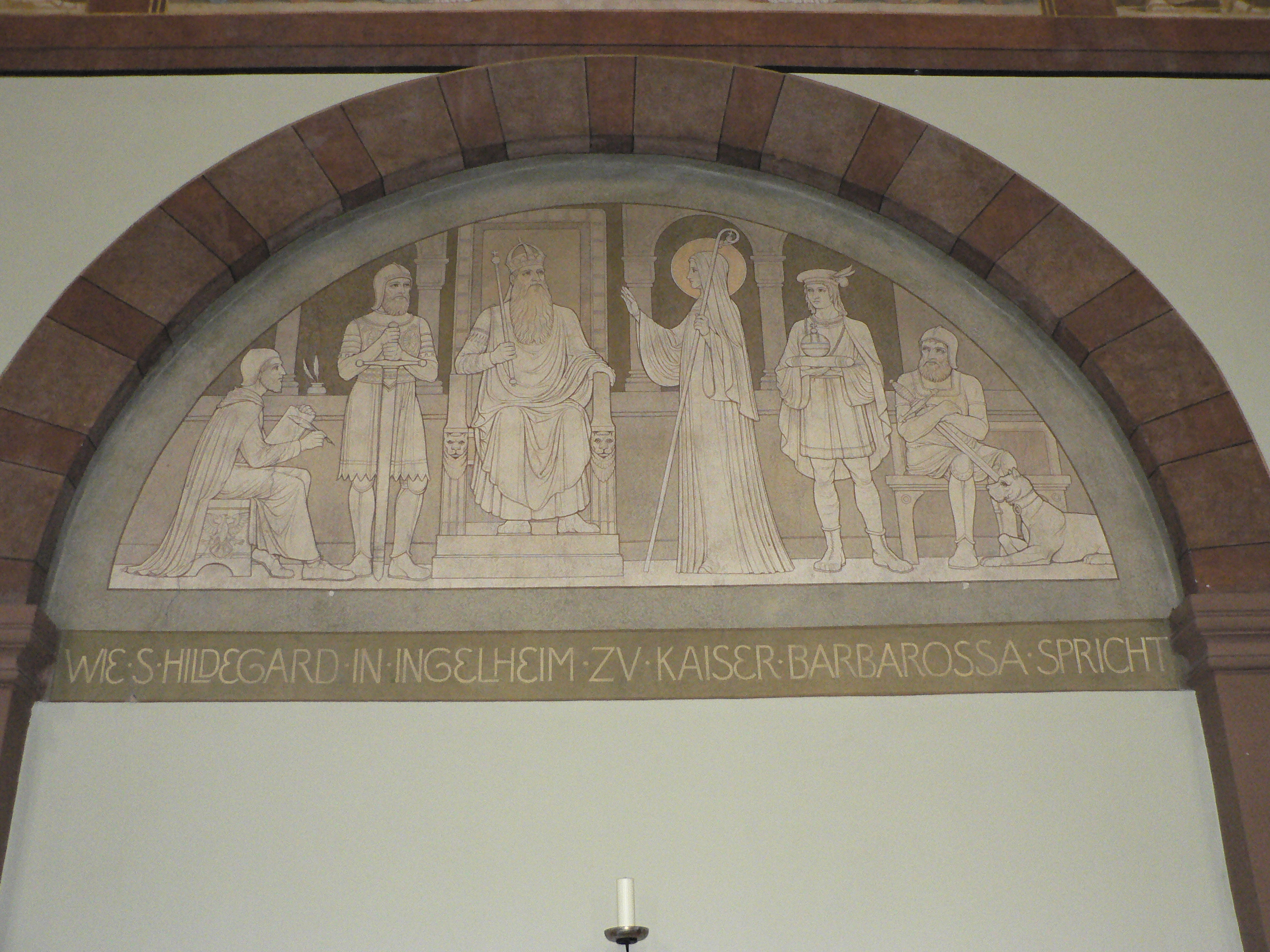
3
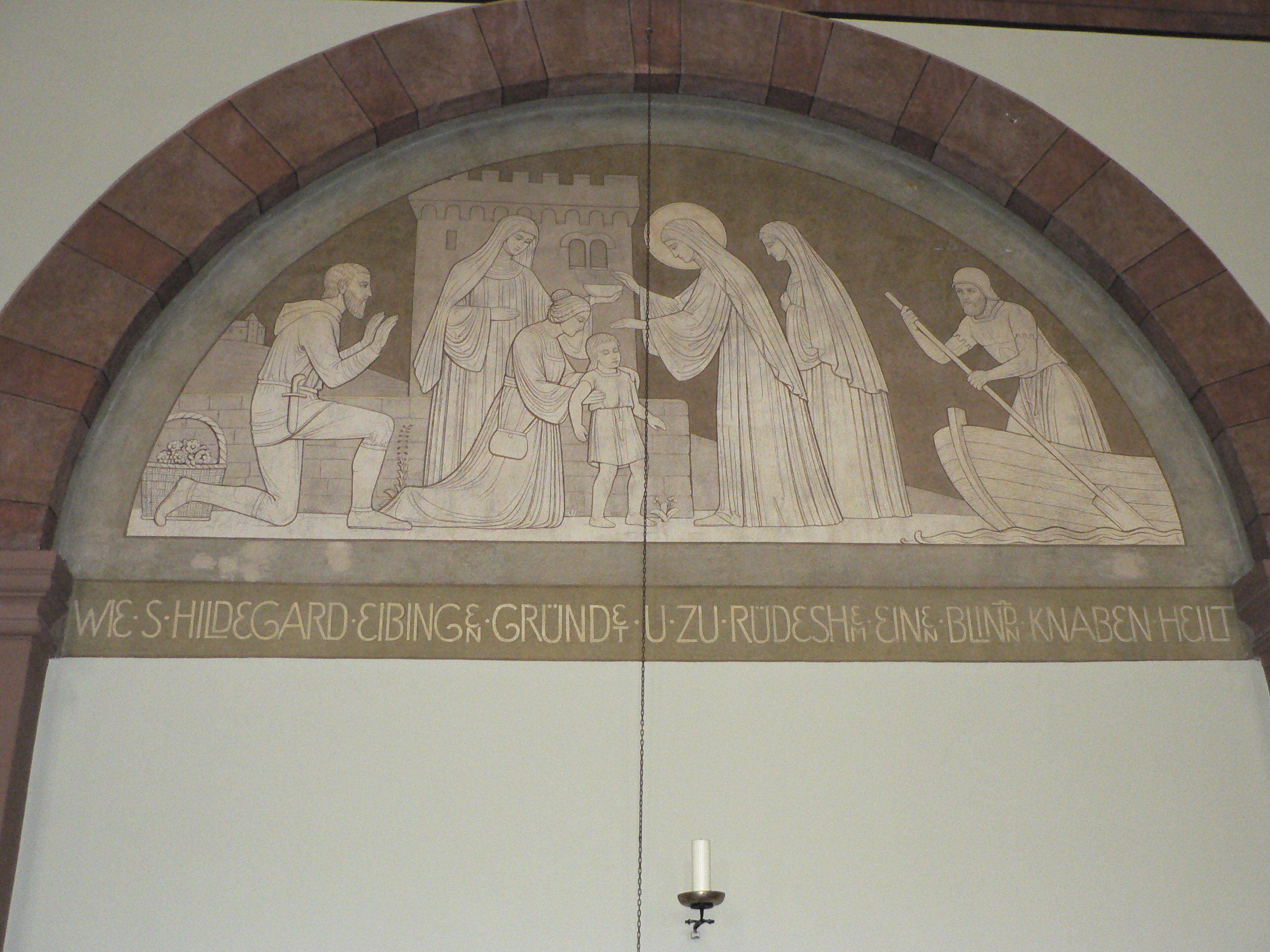
4
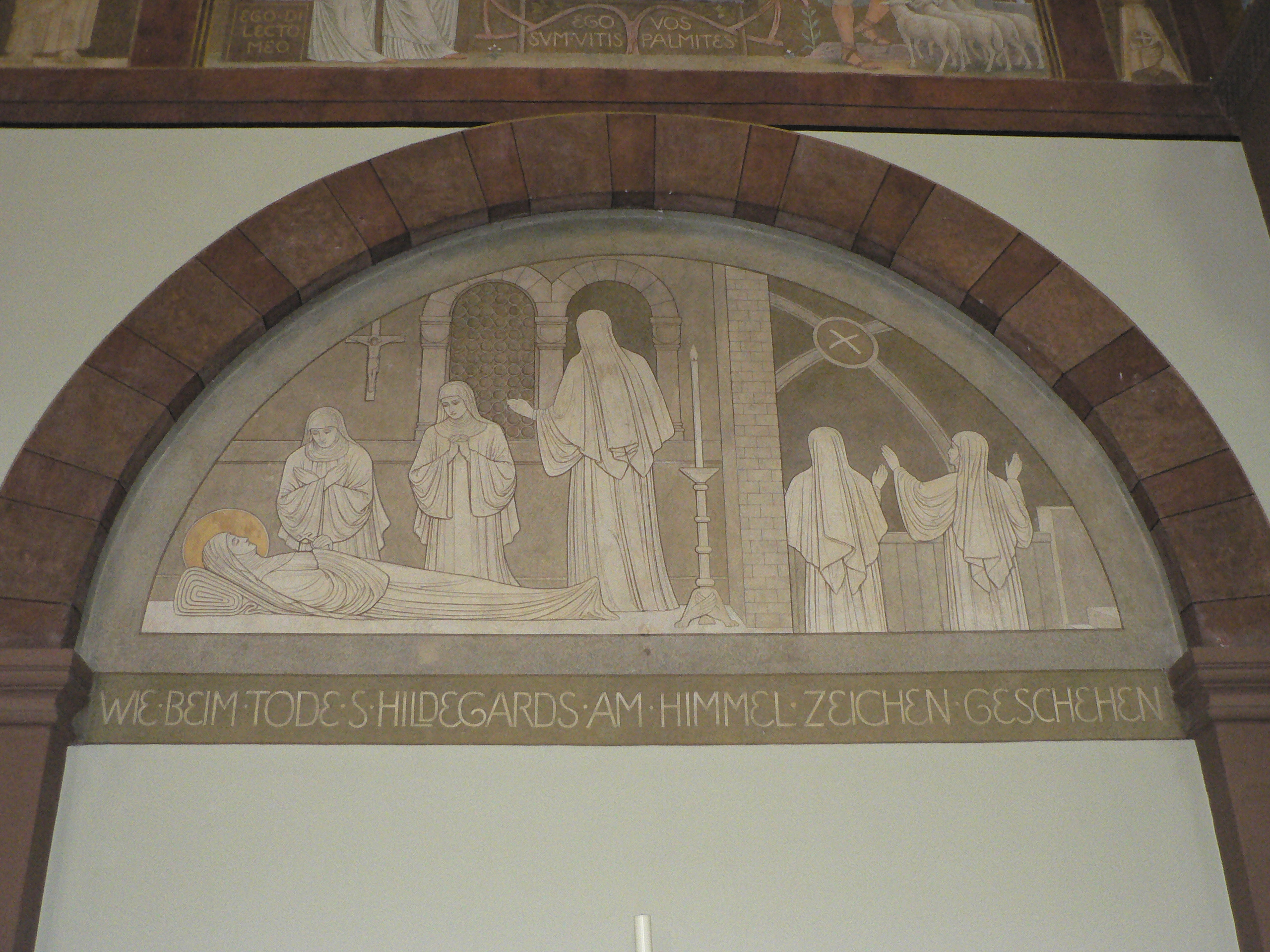
5

### Verehrung und Brauchtum

#### Heiligsprechung
Bereits zu Lebzeiten wurde Hildegard wie eine Heilige verehrt. 1228 wurde ein erster Antrag auf Heiligsprechung gestellt. Ein offizielles Heiligsprechungsverfahren wurde bereits von Papst Gregor IX. (1227–1241) durch eine von ihm veranlasste Untersuchung begonnen, aber nicht abgeschlossen. In einer original erhaltenen Urkunde aus dem Jahr 1233 bescheinigen drei Mainzer Kleriker, dass sie im Auftrag des Papstes Hildegards Lebenswandel, Ruf und Schriften mit positivem Ergebnis überprüft hätten; es werden auch zahlreiche Wunder an Hildegards Grab erwähnt. Aufgrund von Widerständen des bischöflichen Mainzer Domkapitels dauerte das Verfahren so lange an, dass selbst der letzte bekannte Versuch eines ordentlichen Kanonisationsverfahrens unter Papst Innozenz IV. im Jahre 1244 zu keinem Ergebnis führte. Der bischöfliche Widerstand scheint nicht in der Person Hildegards, sondern in der Kompetenzfrage für eine Kanonisation begründet gewesen zu sein, denn erst seit dem 12. Jahrhundert hatte Rom die Zuständigkeit für Heiligsprechungen an sich gezogen. Dafür spricht das aus der ersten Hälfte des 13. Jahrhunderts stammende Antependium der Rupertsberger Klosterkirche, auf dem Hildegard mit Heiligenschein und der Bischof von Mainz als sie verehrender Stifter abgebildet sind. Ohne dass heute der Abschluss eines damals auch nicht notwendigen Kanonisationsverfahren bekannt ist, erfolgte die Kanonisation (Aufnahme in den Kanon) Hildegards spätestens 1584 mit der Aufnahme in die Erstausgabe des Martyrologium Romanum (Verzeichnis der Heiligen der römisch-katholischen Kirche).
Die zu größeren Festlichkeiten oder Jubiläen der Heiligen übersendeten päpstlichen Bullen zeugen von der großen Bedeutung Hildegards; auch Joseph Ratzinger (der spätere Papst Benedikt XVI.) hat sich in seiner Zeit als Professor in Bonn (1959–1963) intensiv mit dem Leben und den Schriften Hildegards beschäftigt.
Am 10. Mai 2012 dehnte Papst Benedikt XVI. die Verehrung der hl. Hildegard auf die ganze Kirche aus und schrieb sie in das Verzeichnis der Heiligen ein. Am 27. Mai 2012 (Pfingstsonntag) gab er seine Entscheidung bekannt, Hildegard zur Kirchenlehrerin zu erheben. Am 7. Oktober 2012 folgte ihre feierliche Erhebung zur Kirchenlehrerin; zugleich wurde Johannes von Avila zum Kirchenlehrer erhoben.

#### Gedenktag
Ihr Gedenktag in der Liturgie der katholischen Kirche sowie in den Heiligen- und Namenskalendern der anglikanischen Kirche, der evangelischen Kirche in Deutschland und der evangelisch-lutherischen Kirche in Amerika ist der 17. September. In einigen katholischen Diözesen Deutschlands ist der Gedenktag ein Fest. Papst Franziskus nahm ihren Gedenktag am 2. Februar 2021 in den Römischen Generalkalender auf.

#### Reliquien

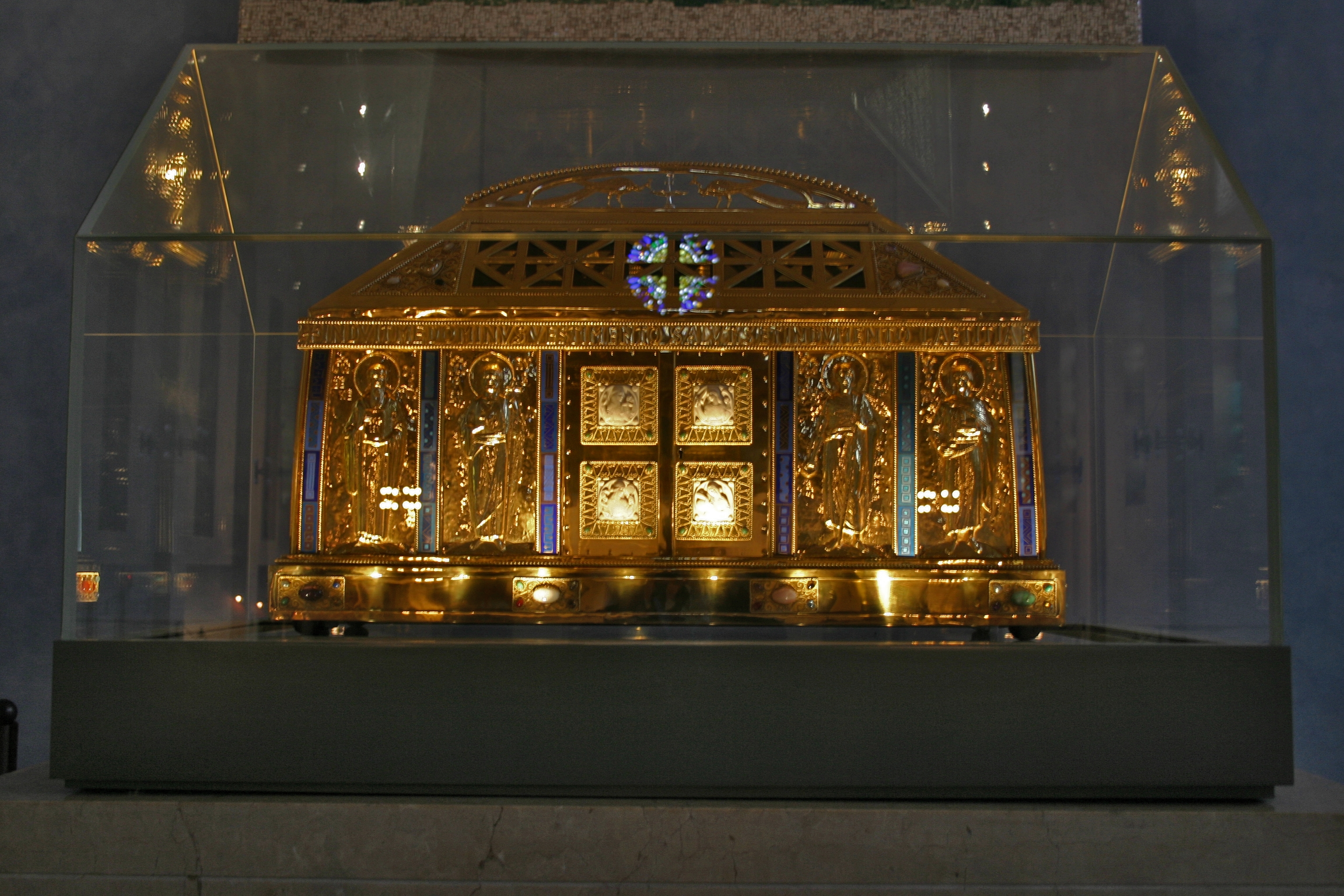
Schrein mit den Gebeinen der heiligen Hildegard von Bingen in der Pfarrkirche von Eibingen

Die Reliquien der hl. Hildegard befanden sich bis 1631 im Kloster Rupertsberg bei Bingen. Im Dreißigjährigen Krieg wurden sie von der Äbtissin Anna Lerch von Dirmstein vor der Vernichtung gerettet, und seit 1641 befinden sie sich in der Kirche des alten Klosters Eibingen. Der Reliquienschrein befindet sich im Altarraum des alten Klosters, der heutigen Pfarrkirche von Eibingen.
Hildegard hat als eine der bedeutendsten Frauen des Mittelalters eine große Anzahl von Reliquien geschenkt bekommen und zusammengetragen. Diese als Eibinger Reliquienschatz bezeichneten Reliquien befinden sich, wie der Hildegardisschrein selbst, in der Pfarrkirche St. Hildegard und St. Johannes d. T. in Eibingen. Der Reliquienschatz wird in dem südlichen Teil des Hauptschiffes in einem gläsernen Altar aufbewahrt. Auch er wurde 1631/1632 von der Rupertsberger Äbtissin Anna Lerch von Dirmstein vor der Vernichtung durch die Schweden bewahrt.

#### Hildegardisfest in Eibingen
Alljährlich am 17. September, dem Gedenktag der hl. Hildegard, wird in der Abtei St. Hildegard und im Rüdesheimer Stadtteil Eibingen das Hildegardisfest als Hochfest gefeiert. Traditionell findet morgens ein Pontifikalamt und mittags eine Reliquienprozession statt, deren Begründer 1857 Pfarrer Ludwig Schneider war. Der Reliquienschrein ist an diesem Tag für die Gläubigen zugänglich; die Tür an der Vorderseite des Schreines wird ausschließlich an diesem Tag geöffnet. Das Fest schließt mit der Vesper.

#### Bruderschaft der Schreinträger zu Eibingen
Die seit dem Jahr 1929 tätigen Schreinträger des Reliquienschreines der hl. Hildegard gründeten am 30. Dezember 2020 eine Bruderschaft, die den Tragedienst des Schreines und die Ehrenwache zu den Feierlichkeiten in Eibingen bereitstellt. Die Bruderschaft zu Ehren der hl. Hildegard wurde am Vorabend des Jahrestages der Heiligsprechung zum 10. Mai 2021 in der Wallfahrtskirche zu Eibingen vorgestellt. Die Fahnenweihe erfolgte im Festgottesdienst zum Patronatsfest am 26. Juni 2022.

#### Namensgeberin
Zahlreiche Kirchen sind der heiligen Hildegard von Bingen geweiht, siehe Hildegardkirche.
Eine Reihe von Schulen wurden nach ihr benannt: das Hildegard-von-Bingen-Gymnasium in Köln-Sülz, das Hildegard-von-Bingen-Gymnasium Twistringen (Niedersachsen), das Hildegardisgymnasium Bochum, das Hildegardisgymnasium Duisburg, die Hildegardis-Schule Hagen sowie die Hildegardisschule Bingen am Rhein (Gymnasium und Berufsbildende Schule), die Hildegardisschule Münster und die Hildegardisschule in Rüdesheim am Rhein (Realschule).
Die Pflanzengattung Hildegardia Schott & Endl. aus der Familie der Malvengewächse (Malvaceae) ist nach ihr benannt.
Seit 1995 wird jährlich von der Landeszahnärztekammer Rheinland-Pfalz der Hildegard-von-Bingen-Preis für Publizistik verliehen.
2016 wurde von der IAU der Mondkrater Hildegard nach ihr benannt.
Seit dem Sommer 2020 trägt ein Hörsaal des Departements Gesundheit der Zürcher Hochschule für Angewandte Wissenschaften den Namen Hildegard von Bingen.

#### Sonstige Würdigungen

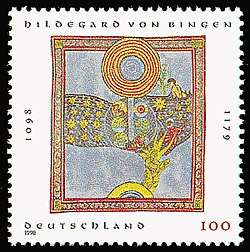
Deutsche Sondermarke 1998 zum 900. Geburtstag, Hildegards Vision vom Lebenskreis

Eine Gedenktafel für sie fand Aufnahme in die Walhalla bei Regensburg.
Das Historische Museum am Strom in Bingen würdigt Hildegard mit einer Dauerausstellung und Sonderausstellungen.
Der 137 Kilometer lange Hildegard-von-Bingen-Pilgerwanderweg verläuft entlang ihrer Lebensstationen und erinnert mit Hinweistafeln an ihr Leben und Werk.
Reith im Alpbachtal in Tirol hat einen Naturgarten mit Kräutern und Gewächsen nach Hildegard von Bingen angelegt („Hildegard Garten“) und einen Rundwanderweg namens „Hildegard Natur Weg“ eingerichtet.

### Gesellschaften/Forschung
Die Hildegard-Forschung hat mittlerweile weltweite Bedeutung gewonnen. In Deutschland und Europa befassen sich unzählige Diplomarbeiten, Forschungsgruppen und Hildegard-Gesellschaften mit den Schriften und dem Wirken der Heiligen. In den letzten Jahren hat verstärkt Interesse aus den Vereinigten Staaten und Asien eingesetzt. Hildegard-Kongresse in diesen und anderen Gebieten zeugen vom weltumspannenden Interesse für Hildegard.

### Rezeption in der Musik
Im Februar 1982 wurde vom Westdeutschen Rundfunk Köln (WDR) ein Kolloquium über die Musik der Hildegard von Bingen veranstaltet, woraufhin im Mai 1982 das Ensemble für Musik des Mittelalters „Sequentia“ unter der Leitung von Barbara Thornton (1950–1998) und Benjamin Bagby das Mysterienspiel Ordo virtutum („Reigen der Tugendkräfte“, „Spiel der Kräfte“) in der romanischen Kirche Groß St. Martin zu Köln auf die Bühne brachte. Diese Produktion wurde am Heiligen Abend 1982 im deutschen Fernsehen ausgestrahlt. Im selben Jahr erschien auch die Einspielung auf Tonträger als Doppel-LP Ordo virtutum (Aufnahmeort: Klosterkirche Knechtsteden). Das Konzept stammte von Barbara Thornton. Als Schauspieler wirkten Carmen-Renate Köper als Hildegard und William Mockridge als Diabolus mit.
Zum 900. Geburtstag der hl. Hildegard (1998) wurde der Ordo virtutum von „Sequentia“ nach Barbara Thorntons neugestaltetem Entwurf mit Franz-Josef Heumannskämper als Diabolus und Regisseur neu eingespielt. Die Produktion kam beim Lincoln Center Summer Festival, in der Royal Albert Hall in London, in der Kirche Notre Dame de Paris und beim Melbourne Festival zur Aufführung.
Folgende jüngere Kompositionen beziehen sich direkt auf Hildegard von Bingen, ihre Musik oder ihre Texte:
- Claus Kühnl: Lausche den Winden, erste panharmonische Komposition für Klarinette, Violoncello, Euphonium (Posaune) und Flügel (mit Zusatzinstrumenten) 1990 – mit dem Zitat „vos flores rosarum“. UA: 1992 Hessisches Staatstheater Wiesbaden (Quartett Avance). 1995 Produktion des Hessischen Rundfunks (Mutare Ensemble).Verlag: edition gravis, Berlin.
- Sofia Asgatowna Gubaidulina: Aus den Visionen der Hildegard von Bingen, für Contraalt Solo, nach einem Text von Hildegard von Bingen, 1994.[65]
- Peter Janssens: Hildegard von Bingen, ein Singspiel in 10 Bildern, Text: Jutta Richter, 1997.
- Tilo Medek: Monatsbilder (nach Hildegard von Bingen), zwölf Gesänge für Mezzosopran, Klarinette und Klavier, 1997. (Textfassung vom Komponisten)
- David Lynch mit Jocelyn Montgomery: Lux Vivens (Living Light): The Music of Hildegard Von Bingen, 1998.
- Alois Albrecht: Hildegard von Bingen, ein geistliches Spiel mit Texten und Musik von Hildegard von Bingen, 1998.
- Wolfgang Sauseng: De visione secunda für Doppelchor und Schlaginstrumente, 2011 (UA am 19. Juni 2011 in Graz im Rahmen des Symposiums Philipp Harnoncourt, durch Arnold Schoenberg Chor Wien und studio percussion graz).
- Pilo: Ich sah die Welt als EINS, ein Hildegard-Musical (2008 auf CD).
- Ludger Stühlmeyer: O splendidissima gemma, für Alt Solo und Orgel, Text von Hildegard von Bingen. Auftragskomposition anlässlich der Erhebung Hildegards von Bingen zur Kirchenlehrerin 2012. (UA am 24. Juli 2012 in Hof (Saale))[66]
- Devendra Banhart: Für Hildegard von Bingen, 2013.
- Harald Feller: 2 Geistliche Gesänge nach Hildegard von Bingen: O factura dei, O gloriosissimi.

Der Name des Würzburger Neo-Krautrock-Duos Hildegard von Binge Drinking (Wortspiel mit binge drinking für Rauschtrinken) spielt auf Bingen an.

### Bühne und Hörspiele
1998 brachte die Berliner Autorin, Schauspielerin und Regisseurin Nadja Reichardt das Leben der Hildegard von Bingen unter dem Titel Eine Schwalbe im Krieg auf die Theaterbühne. Seit der Premiere 1998 wird das Ein-Personen-Stück jährlich aufgeführt. Eine Hörspiel-Version gibt es ebenfalls.
Der Autor und Regisseur Rüdiger Heins schrieb und inszenierte auf der Grundlage von Hildegards Texten 2010 ein Theaterstück. In Vision der Liebe beschäftigt er sich mit den Visionen Hildegards. Aktuelle Themen wie Umweltverschmutzung, Kriege und Integrationsfragen werden auf dem Hintergrund ihrer Schriften in die heutige Zeit übertragen. Die Uraufführung fand am 10. Dezember 2010 in Bingen statt. Das Stück ist als Art in Process konzipiert, das heißt, es soll sich im Laufe der Jahre ständig verändern.
Die Mediävistin Hildegard Elisabeth Keller integrierte Hildegard als eine von vier weiblichen Hauptfiguren in den dritten Band ihrer Trilogie des Zeitlosen (2011). In dem beigefügten Hörspiel auf CD unterhält sich Hildegard mit drei anderen Autorinnen in einer fiktiven Begegnung außerhalb der Zeit.

### Filme
Die Regisseurin Margarethe von Trotta verfilmte im Jahr 2008 das Leben der Hildegard von Bingen mit dem Titel Vision – Aus dem Leben der Hildegard von Bingen (Produzent: Markus Zimmer). Hildegard wird dabei von der Schauspielerin Barbara Sukowa verkörpert. Der Concorde Filmverleih brachte den Film am 24. September 2009 in die deutschen Kinos.
In der TV-Dokumentarreihe „Die Deutschen“ des ZDF erschien 2010 die Folge „Hildegard von Bingen und die Macht der Frauen“.

## Werkausgaben
- Aktuelle deutsche Gesamtausgabe der Werke Hildegards in 10 Bänden, herausgegeben von der Abtei St. Hildegard (2010/16):
  - Band 1: Wisse die Wege. Liber Scivias. Übersetzung: Mechthild Heieck. Beuroner Kunstverlag, Beuron 2010. ISBN 978-3-87071-215-0
  - Band 2: Ursprung und Behandlung der Krankheiten. Causae et Curae. Übersetzung: Ortrun Riha. Beuroner Kunstverlag, Beuron 2011. ISBN 978-3-87071-248-8
  - Band 3: Das Leben der heiligen Hildegard von Bingen. Vita sanctae Hildegardis. Übersetzung: Monika Klaes-Hachmüller. Beuroner Kunstverlag, Beuron 2013. ISBN 978-3-87071-262-4
  - Band 4: Lieder. Symphoniae. Übersetzung: Barbara Stühlmeyer. Beuroner Kunstverlag, Beuron 2012. ISBN 978-3-87071-263-1
  - Band 5: Heilsame Schöpfung – Die natürliche Wirkkraft der Dinge. Physica. Übersetzung: Ortrun Riha. Beuroner Kunstverlag, Beuron 2012. ISBN 978-3-87071-271-6
  - Band 6: Das Buch vom Wirken Gottes. Liber divinorum operum. Übersetzung: Mechthild Heieck. Beuroner Kunstverlag, Beuron 2012. ISBN 978-3-87071-272-3
  - Band 7: Das Buch der Lebensverdienste. Liber Vitae Meritorum. Übersetzung: Maura Zátonyi. Beuroner Kunstverlag, Beuron 2014. ISBN 978-3-87071-314-0
  - Band 8: Briefe. Epistolae. Übersetzung: Walburga Storch. Beuroner Kunstverlag, Beuron 2012. ISBN 978-3-87071-285-3
  - Band 9: Katechesen – Kommentare – Lebensbilder. Opera Minora. Übersetzung: Pius Engelbert, Maura Zátonyi, Viki Ranff, Michael Embach, Paul Dräger, Gottfried Kneib, Eva Schulz-Flügel. Beuroner Kunstverlag, Beuron 2015. ISBN 978-3-87071-327-0
  - Band 10: Prophetisches Vermächtnis. Testamentum Propheticum. Übersetzung: Maura Zatonyi. Beuroner Kunstverlag, Beuron 2016. ISBN 978-3-87071-338-6

- Lateinische Editionen im Corpus Christianorum:
  - Adelgundis Führkötter, Angela Carlevaris: Scivias I-II. Brepols, 1978. ISBN 978-2-503-03431-7
  - Adelgundis Führkötter, Angela Carlevaris: Scivias III. Brepols, 1978. ISBN 978-2-503-03433-1
    - Taschenbuchausgabe: Brepols, 2003. ISBN 978-2-503-51475-8

  - L. van Acker: Epistolarium I. Brepols, 1991. ISBN 978-2-503-03911-4
  - L. van Acker: Epistolarium II. Brepols, 1993. ISBN 978-2-503-03913-8
  - Monika Klaes: Vita sanctae Hildegardis. Brepols, 1993. ISBN 978-2-503-04261-9
    - Taschenbuchausgabe: Brepols, 1993. ISBN 978-2-503-64262-8

  - Angela Carlevaris: Liber vite meritorum. Brepols, 1995. ISBN 978-2-503-03901-5
  - A. Derolez, Peter Dronke: Liber divinorum operum. Brepols, 1996. ISBN 978-2-503-03921-3
  - Monika Klaes: Epistolarium III. Brepols, 2001. ISBN 978-2-503-03915-2
  - Hugh Feiss, Christopher Evans, Beverly Mayne Kienzle, Carolyn Muessig, Barbara Newman, Peter Dronke: Opera minora. Brepols, 2007. ISBN 978-2-503-05261-8
    - De regula sancti Benedicti.
    - Explanatio Symboli sancti Athanasii.
    - Expositiones Evangeliorum.
    - Ordo virtutum.
    - Symphonia harmoniae caelestium revelationum.

  - Christopher P. Evans, Jeroen Deploige, Sara Moens, Michael Embach, Kurt Gärtner: Opera minora II. Brepols, 2016. ISBN 978-2-503-54837-1
    - Vita sancti Disibodi episcopi.
    - Vita sancti Ruperti confessoris.
    - Triginta octo quaestionum solutiones.
    - Lingua ignota. Litterae ignotae.
    - De excellentia sancti Martini (visio a Guiberto Gemblacensi exarata).
    - Visio ad Guibertum missa (a Guiberto Gemblacensi exarata).

- Weitere wichtige Editionen (nach[71]):
  - Jacques-Paul Migne: Opera omnia. (Patrologia Latina 197), Paris 1855.
  - Jean-Baptiste Pitra: Analecta Sanctae Hildegardis opera parata. Monte Cassino 1882.
  - Laurence Moulinier: Beate Hildegardis cause et cure. Akademie Verlag, Berlin 2003. ISBN 978-3-05-003495-9
  - Irmgard Müller, Christian Schulze: Physica. Edition der Florentiner Handschrift (Cod. Laur. Ashb. 1323, ca. 1300) im Vergleich mit der Textkonstitution der Patrologia Latina (Migne). Georg Olms, 2008. ISBN 978-3-487-13846-6
  - Reiner Hildebrandt, Thomas Gloning: Physica. Liber subtilitatum diversarum naturarum creaturarum. De Gruyter, 2010. ISBN 978-3-11-021590-8
    - Band 3: Kommentiertes Register der deutschen Wörter. De Gruyter, 2014. ISBN 978-3-11-035326-6

  - José Luis Narvaja: Testamentum propheticum. Aschendorff, Münster 2014. ISBN 978-3-402-10439-2.